# 斗姥元君
斗姥元君（又写作斗母或斗姆）是道教的女神，也是北斗众星之母。名字的“斗”指的是北斗众星。而“姥”字（古字也寫成“姆”），意思就是“母親”或“老母”。和周御國王斗父天尊相对应。

## 简介
斗姥元君在道教信仰中出现得很晚，但地位却很高，其原本是佛教的三面摩利支天菩薩信仰。這種三目四頭八臂的形象在密教中非常常見，但在道教諸神中卻不多見，顯得與眾不同。
後來摩利支天菩薩信仰被传入中国之後，因其具有延命護生、賜福滿愿、消災救劫等職能而受到世人崇奉，所以道士們便將摩利支天菩薩納入到道教神系中，將其形塑為掌管金星、雷霆、化育、北斗星君乃至各星君的大神；同時還宣威三界，統御萬靈，判人間之善惡，司陰府之是非；并具有遊行日月二宮前和遊行三界的大神通自在之力；尊奉為“斗姆”或寫作“斗姥”，即「北斗众星之母」。《大梵先天斗母圆明宝卷》等道教典籍中还描述斗姥手持雷杵，在天上和修罗交战的事，因此她也代表了能够消除障难的降魔属性。
根据《道德经》第四十二章中“道生一，一生二，二生三，三生万物。”的说法，斗姆元君是宇宙形成之初的先天一炁之神。部分道教典籍将斗姥称为“先天神后”或“太初神后”（宇宙形成之初的神后），被视为女性的神王—元始天王（盘古）。而在《崆峒问答》中，元始天王为“道祖”，先天斗姥为“道姥”，斗姥又是元始阴神，直接为元始天王的女性形态。斗姆元君在「龍漢祖劫」，运大神通来到西洲天竺国，成为周御国王之妃—紫光夫人，她修持玄灵妙道（另一版本《重刊九皇新經註序》是修持元始大道，意指修持宇宙法则和天地万物的演化），勤奉元始至尊（《真灵位业图》中说元始天王是西王母之师，而《元始上真众仙记》说九光玄女—西王母是元始天王之女），后来在玉池中化生出金莲九苞，从中诞下了九皇大帝，成为了北斗众星之母。
对斗姥元君的信仰当然也源自于古人的星宿崇拜，但由于斗姥是北斗與众星的长辈，所以斗姥比群星更为尊贵，因此斗姥被賦予「天后」的尊号。此外，斗姥还被道教尊奉為“天母”、“道母”、“道姥”、“道家法主”或“先天道后”。
東晉道士許真人所著的《玉匣记》中记载，九月初九日为斗姥元君的圣诞日。人们相信祭拜斗姥可消灾免难，健康长寿。在旧时民间，常把斗姥与妈祖、玄女、佛教的摩利支天相互混同起来。

## 尊號
斗姥元君尊号非常之多，包括有“大圓滿眾星月光摩利支天斗母”、“真空妙相法王師無上玄元天母主”、“北斗九真圣德天后”、“中天梵炁斗母元君”、“紫光明哲慈惠太素元后金真聖德天尊”、“東華慈救皇君天醫大聖”、“天醫大聖圓明斗姥元君”、“瑶天紫極斗母元君”、“天后聖母巨德元君”、“大梵天斗姥上帝”、“攴天大聖斗姥上尊”、“攴天上聖仙總斗姥元君”、“攴天大聖混元斗姥元君圓明道姥大天尊”、“大悲中天斗姥大聖元明道姥天尊”、“斗姥巨光天后”、“斗母紫光金眞聖德天后”、“斗母紫光金尊聖德巨光天后”、“龍漢聖母紫光聖德天后”、“大聖先天圓明道姥大天尊”或“攴天上聖斗姥慈尊”、“摩利支（攴）天斗母元尊”、“梵炁道祖摩利支（攴）天大帝”、“斗祖摩利支天大帝”、“三光聖母支（攴）天大帝”、“瑶天紫極斗姥帝尊”、“瑶天紫極圓明道姥天尊”或“瑶天紫極摩利支天大帝”、“摩利支天大帝圓明道母天尊”或“九天雷祖大帝圓明道姥天尊”、“北斗聖母梵炁先天聖德巨光天后”、“摩利支（攴）天九皇斗姥金輪開泰天尊”、“瑤天紫極支（攴）天上聖斗姥元君”、“瑤天紫極摩利支（攴）天上帝圓明道姥天尊”、“一炁梵王先天神后摩利支天斗母無上元君”或“先天神后摩利支菩薩斗姆無上元尊”、“先天神后摩利攴天菩薩斗姥無上元尊”、“九天掌法聖后元君”或“九天掌法白玉龜臺夜光金眞祖母慈后治世元君”、“法主九天雷祖聖德巨光天母摩利支天紫金妙相皇君”、“梵炁法主斗罡天后摩利支天大聖”、“梵炁法主斗母紫光天后摩利支天大聖”、“中天梵炁明哲聖德道母熾盛東華慈救天医普濟元君紫虛金容玉相天尊”、“聖德巨光天后摩利支天大聖先天斗母元君”、“聖慧先天斗母紫光金尊聖德奎光天后摩利支天正法王”、“聖慧先天斗姥紫光金尊聖德天后摩利攴天大帝圓明道姥元君”以及全称的“先天斗姥紫光金尊摩利支天大圣圆明道姥天尊”、“北陰乾元聖母日月登明慶華紫光聖德天后救苦護生摩利支天大聖”、“北陰乾元聖母日月燈明慶華紫光金尊摩利攴天大菩薩”、“北陰乾元聖母日月登明法主慶華紫皇金尊聖德巨光天后救一切眾生斗姥摩利攴天大聖圓明道姥天尊”、“聖惠先天斗母紫光金尊聖德巨光天后摩利支天大聖圓明道母天尊”、“法主九天雷祖大帝聖慧巨光斗姥金尊聖德天后摩利支天菩薩”、“九天雷祖大梵先天乾元巨光斗母紫光金尊聖德天后圓明道母天尊”或“九天雷祖大梵先天斗母紫光金尊圣德巨光天后摩利支天大圣圆明道姥天尊”等。在《太上玄灵斗姆大圣元君本命延生心经》中还给斗姥元君加上了“九灵太妙白玉龟台夜光金精祖母元君”这样一个称号，將其地位上抬，索性与西王母混为一谈。

## 来历与文献记载

### 灵宝领教济度金书
道教典籍《灵宝领教济度金书》记载：
“太上元始天尊日以先天阳炁化生玉皇大帝，夜以先天阴炁化生斗姆元君，为天下阴阳之宗。”

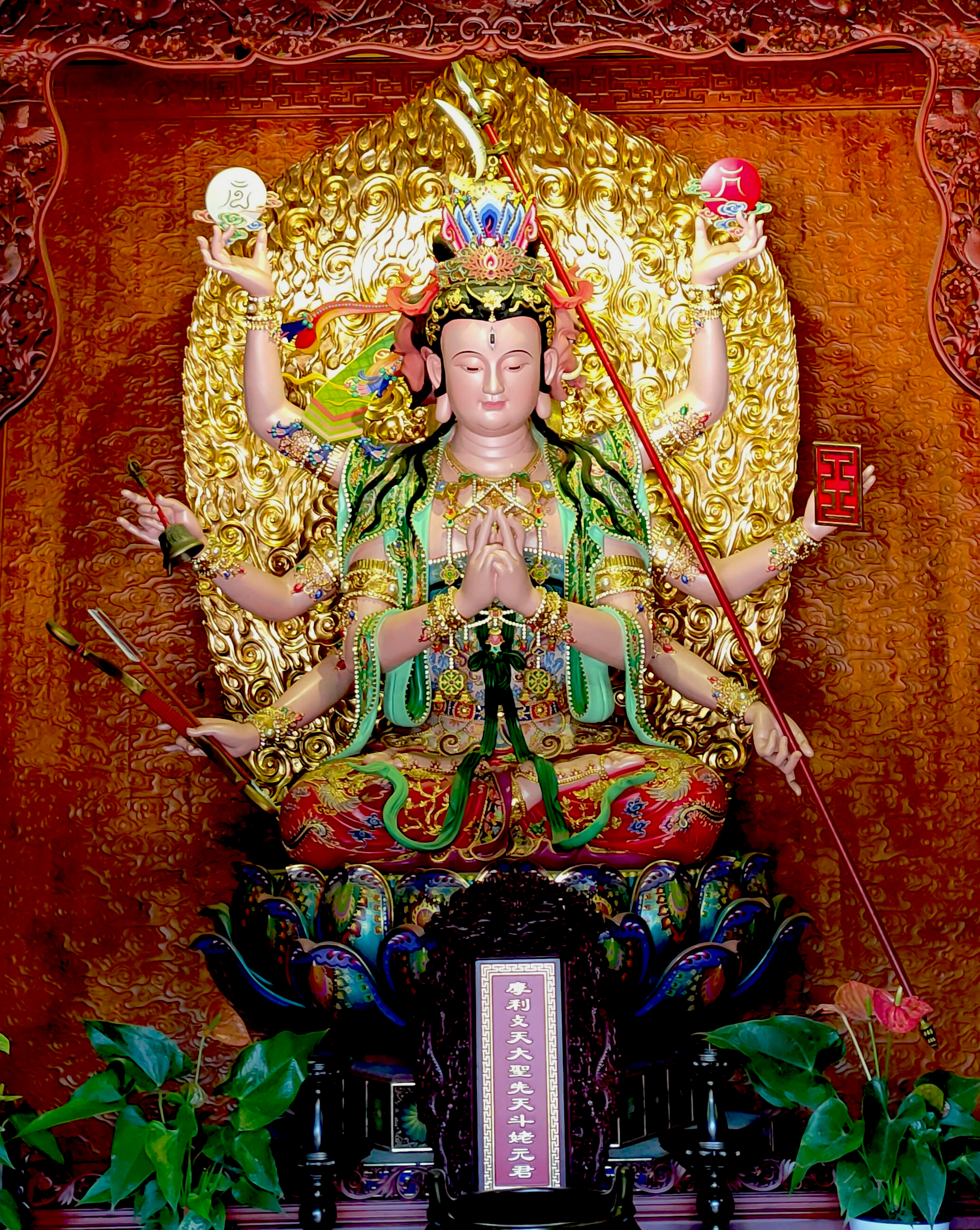
浙江杭州玉皇山福星观的摩利支天大圣先天斗姥元君像。

《灵宝领教济度金书》描述太上元始天尊（即《元始上真众仙记 枕中书》中的元始天王，在上古神话中又被称为盘古）昼日以先天阳炁化生玉皇大帝，夜晚以先天阴炁化生斗姆元君；分别是元始天王陰陽二炁的化身，也象征着元始天王的阴阳两面。一个统治白天，一个统治夜晚，即日月之神。
在後世，玉皇大帝被尊为天帝（天父），斗姆元君被尊为天后（天母），民间通常会将两个相互对应的神祇视为配偶神（同样的例子还有元始天王对应太元圣母，浮黎元始天尊对应玉清神母元君，太陽星君对应太阴星君，东王公对应西王母，伏羲对应女娲，其中也有部分信仰相互混同的情况），但是斗姆元君是玉皇大帝配偶神的說法在道教典籍和民間傳說中並不常見。在《元始上真众仙记 枕中书》中，元始天王和太元圣母所生下的一對象征陰陽二炁的孿生之神—东王公和西王母，同樣也與玉皇大帝和斗姆元君存在混同的關係。
道教神霄派的典籍《玉清赞化九天演政心印集经》中，摩利支天母成为神霄派所崇奉的最高神浮黎元始天尊（和元始天王相互混同，又号为玉帝）的后妃—玉清神母元君。神母运无极而分太极，时则诞下阴阳二仪，其中的阳仪之精就是青童木公者。她与浮黎元始天尊生下九子，其长则元始天尊，统主万道；其末则神霄真王，总司五雷。后来她又于元始祖劫，在元明真净摩利支天，现身为大圆满月光王，沐浴于九曲华池中，化生金莲九苞，应现之道体也。故神母复有摩利支天母之号，实为北斗众星之母。

### 玉清無上靈寶自然北斗本生真經
道教典籍《玉清無上靈寶自然北斗本生真經》记载：
“真尊歎曰：大哉，汝之問也，在昔龍漢，有一國王，其名周御，聖德无邊，時人稟受八萬四千大劫，王有玉妃，明哲慈慧，號曰紫光夫人，誓塵劫中，已發至願，願生聖子，輔佐乾坤，以裨造化。後三千劫，於此王出世，因上春日，百花榮茂之時，遊戲後苑，至金蓮花溫玉池邊，脫服澡盥，忽有所感，蓮花九包，應時開發，化生九子，其二長子，是為天皇大帝，紫微大帝，其七幼子，是為貪狼、巨門、祿存、文曲、廉貞、武曲、破軍之星，或善或惡，化導群情，於玉池中，經于七日七夜，結為光明，飛居中極，去地九千萬里，化為九大寶宮，二長帝君居紫微垣太虛宮中，勾陳之位，掌握符圖，紀綱元化，為眾星之主領也。昔大願注此剛強世界七千萬劫，方還玉清，紫光夫人亦號北斗九真聖德天后，道身玄天大聖真后，應現上天南嶽，是名慶華紫光赤帝之尊。”
斗姥元君原本是龙汉年间的一位国王—周御王的玉妃，名号为“紫光夫人”。她于尘劫中誓发至愿，愿生圣子，辅佐乾坤。在春季的一个百花榮茂之時，在花园中游玩而突发感悟，于是她就到后苑的金莲花温玉池裏沐浴，使得池中化生出九朵金莲花苞应时开放，从中生出九位圣子。大儿子与二儿子就是四御中的天皇大帝（又稱勾陈大帝）以及紫微大帝，其余的七个儿子则是北斗七星，总称为“九皇大帝”。就因为这样的来历，北斗众星的母亲紫光夫人也就成为了地位可以与王母娘娘并肩的“斗姥”，被赋予“北斗九真圣德天后”的尊号。

### 太上玄靈斗姆大聖元君本命延生心經
道教典籍《太上玄灵斗姆大圣元君本命延生心经》记载：
老君曰：斗姆，上靈光圓，大天寶月，中有騫樹，色瑩瑠璃，玉兔長生，鑄鍊大藥。凡天地氣運休否，日月星辰錯行，雨暘晦明不時，風寒暑濕不節，亢旱水火，疫癘凶災，至如刀兵蟲蝗，妖精鬼怪，疾病傷生，爭訟橫撓，種種不祥，悉皆乖氣所致。斗姆降以大藥，普垂醫治之功，燮理五行，升降二氣，解滯去窒，破暗除邪，愆期者應期，失度者得度，安全胎育，治療病痾，潤益根荄，陽回氣候，生成人物，鍊度鬼神，散禳百結，資補八陽，輔正全真，召和延祚，潜施藥力，職重天醫，生諸天眾月之明，為北斗眾星之母，斗為之魄，水為之精，主生人身，光凝性水，眾水一月，眾月一光，有情無情，均稟靈光道炁，一一資其，生養護衛，恩深德重，皆莫能知，是以人心，面有七竅，內應乎心，魄有七真，受魄於斗。
斗母尊號曰：九靈太妙白玉龜臺夜光金精祖母元君。
又曰：中天梵炁斗母元君，紫光明哲慈惠太素元后金真聖德天尊，又化號大圓滿月光王。
又曰：東華慈救皇君天醫大聖。應號不一，主治中天寶閣，祖劫在玄明真淨天，修行玄靈妙道，勤奉元始至尊，慧香氤氳，智燈朗曜，每發至願，願生聖子，補裨造化，統制乾坤，願力堅固，終始如一。
因沐浴於九曲華池中，湧出白玉龜臺，神獬寶座，斗母登于寶座之上，怡養神真，修鍊精魄，沖然攝炁，炁入玄玄，運合靈風，紫虛蔚勃，果證玄靈妙道，放無極微妙光明，洞徹華池，化生金蓮九苞，經人間七晝夜，其華池中，光明愈熾愈盛，其時，一時上騰九華天中，化成九所大寶樓閣，寶樓閣之中，混凝九真梵炁，自然成章。
三光聖母　法力無窮　分身變化顯神通　應驗疾如風　救度塵蒙　咫尺現金容
經功莫測　聖德難量　祈恩賜福禳災殃　隨願降禎祥　默覆真光　身命永安康
《太上玄灵斗姆大圣元君本命延生心经》描述斗姆元君是月神，同时也具有医神的属性，和持有不死药的西王母混为一谈，其中还被赋予了“大圓滿月光王”和“東華慈救皇君天醫大聖”这两个称号，时常也与東華帝君相互联系在一起。另外还有“中天梵炁斗母元君”和“九靈太妙白玉龜臺夜光金精祖母元君”这两个称号，和“梵炁之祖”的西王母相互融合。

### 梵音斗科
清代道士—娄近垣所撰的道教典籍《梵音斗科》大梵先天奏告元科序文中记载：
“世之虔奉，斗尊由來尚矣，但依法號，斗姥為九天雷祖者，非九霄中之九天雷祖也。蓋斗尊乃金星所化，居西方八天之中。即書中所謂八佛母。故稱為九天雷祖。其職則執主雷霆。權衡化育者也。故曰敕賜雷霆大法主也。斗姥為太白之精，以金生水，故為北斗之母。北斗為眾星之主，故又為眾星之母也。”
《梵音斗科》中称斗姥为“九天雷祖”，是金星的化身，居住在西方的八天之中。斗姥是太白之精（《道法会元》记载：“西方司金太白之精，北方司水太阴之精。”《张真人金石灵砂论》记载：“位属西方，太白之精。”《星学大成》记载：“金星，太白之精，一名那颉星，建西方之气，其色白，其性义，将军之象。”《御定星历考原》记载：“金神者，太白之精，白兽之神，主兵戈、丧乱、水旱、淫疫。”），为“金”，北斗为“水”，因在五行中金生水的关系，斗姥故为北斗之母。又因北斗是众星之主，所以斗姥又是众星之母。斗姥主管雷霆、生育和保命延生。《河图稽命征》和《竹书纪年》卷上记载：“ 黄帝，轩辕氏，母曰附宝。见大电光绕北斗枢星，光照郊野，感而孕，二十五月而生帝。”

### 梵炁先天斗姥延齡謝罪寶懺
道教典籍《梵炁先天斗姥延齡謝罪寶懺》记载：
臣聞元始天王。演法於赤明之刼。紫光聖母。分相於龍漢之年。德配坤元。仁施母道。願降生於聖嗣。誓輔佐於玄綱。盥浴九曲池中。鍊神二儀鼎内。升紫金之獬座。登白玉之龜臺炁入氤氲。蓮開九苞之瑞。神光焜耀。祥騰億兆之心。九皇同炁胚胎。七畫共時化現。洪惟上道。獨運中天。作群生之主宰。捍厄消災。掌三界之權衡。致祥祛沴。分清分濁。有形皆賴於生成。秉陰秉陽。無物不歸於化育。
一曰：東華慈救皇后。天醫主治。
一曰：夜光金精祖姥。太玅垂休。
一曰：大圓滿月光王。天輪常照。
一曰：慈惠太素元后。梵炁生輝。
維茲功德之巍巍。爰著徽稱之炳炳。凡天地氣運休否。日月星辰錯行。雨陽晦明失時。風寒暑濕不節。亢旱水火疫癘㐫災。刀兵蟲蝗。妖精鬼怪。生產疾病。詞訟官符。冤家惡人。一切苦難。錫以靈符。降以大藥。解滞去窒。破暗除邪。愆期者應期。失度者得度。安全育胎。治療病痾。潤益根荄。陽回氣候。生成人物。鍊度鬼神。散禳百結。資補八陽。輔正全真。召和延祚。為造化生彙之父母。掌乾坤橐籥之機關。此寶上天子。始得領畧其玅緣。保命帝君。嗣因宣揚其願應也。
梵炁先天斗姥。為大道之總持。故能出有以入無。樞陰以機陽。真常湛寂。德莫大焉。俾依光懺悔者。罪滅福生。得與道合真之玅。
梵炁先天斗姥。為真經之主籍。故能紀混沌之文。示元洞之曆。顯煥光明。功莫著焉。俾依光懺悔者。罪滅福生。得與經長存之盆。
梵炁先天斗姥。為聖師之指授。故能隨方以設教。歷刼以度人。闡示幽微。恩莫隆焉。俾依光懺悔者。罪滅福生。得與師同昇之化。
雷祖之神　先天之女　掌握造化
萬法之主　降伏冤魔　能陽能雨
流芳萬世　福及塵宇
消災滅罪天尊　保命延壽天尊
通忱逹悃天尊　傾光廻照天尊
不可思議功德
道教典籍《梵炁先天斗姥延齡謝罪寶懺》附錄的《斗母詬毓璣衡爕贊》记载：
“元靈之法盛行。皈禮者往往應若肸蠁。盖道家之有斗母。亦猶釋家之有觀音、準提。其拔苦護生。無遠弗届也。”

### 太上玄靈保命延生大梵斗姥心懺

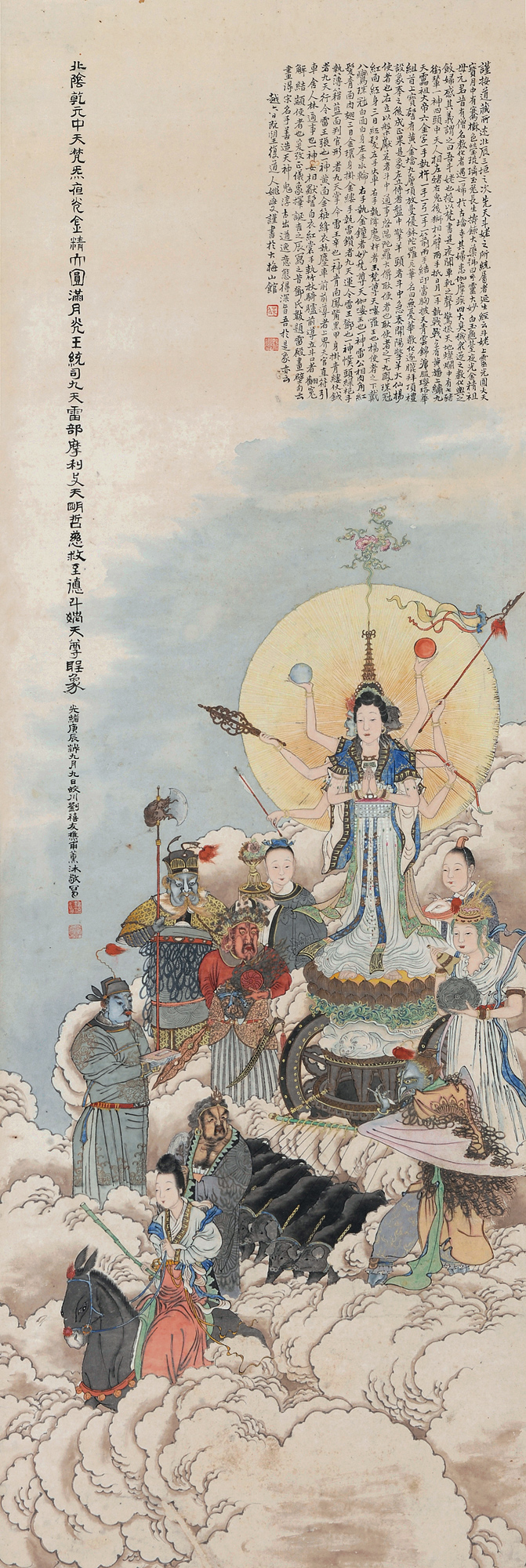
北陰乾元中天梵炁夜光金精大圓滿月光王統司九天雷部摩利攴天明哲慈救至德斗媧天尊聖象（姚燮等作）

道教典籍《太上玄靈保命延生大梵斗姥心懺》记载：

【開斗贊】

稽首先天大梵王　宏慈海願普無疆

綱維分野廿八宿　提挈三十六天罡

七豕雙麟威赫赫　四頭八臂穆皇皇

常垂法力消災劫　廣運神通拯禍殃

萬類生成由宰制　九天號令任施張

微臣感戴無終極　皈命皈神禮巨光

【斗母贊】

斗姥元帥育群黎　惠民保國鎮乾坤

隨處赫赫威靈顯　坤德巍巍應天尊

爾時。攴天上聖斗姥慈尊。在白玉龜臺。金蓮座上。放無極光明。照無極世界。觀無極眾生。受無極苦惱。宛轉塵寰。不能解脫。

斗姥發大慈心。興普救願。即說如是。廣大圓滿。玄靈應化。無礙大神通。

先天大梵斗母尊　願我早斷沈迷業

先天大聖斗母尊　願我速具清凈心

先天大道斗母尊　願我早發精修誌

先天大行斗母尊　願我速貞堅固力

先天大光斗母尊　願我早破煩惱障

先天大法斗母尊　願我速降暴惡魔

先天大智斗母尊　願我早通玄妙訣

先天大慧斗母尊　願我速證光明藏

先天大慈斗母尊　願我早行諸方便

先天大悲斗母尊　願我速滿功德林

先天大力斗母尊　願我早建演法幢

先天大願斗母尊　願我速成無上道

三光聖母　法力無邊　度賢度聖度人天　九地仰莊嚴

朝禮周全　福寿永綿延　大聖先天道姥大天尊

### 太上伭靈先天斗母大聖元君本行延生心經
道教典籍《太上伭靈先天斗母大聖元君本行延生心經》记载：

【斗母經讚】

玄靈妙道。義理周流。寶月光中現瓊樓。說法度閻浮。誠意參求。集福迓洪庥。圓明道母大天尊。

【伭藴咒】

大道本無極。無極是先天。混濛一炁中。天根永不遷。從來冺絕續。元會有後先。天地開泰運。日月斗星懸。尊崇定三垣。開張列宿妍。九皇總樞機。先天母道全。元君萬法師。德量廣無邊。稱名神感應。况能禮奉虔。

### 先天斗姥大梵天書
道教典籍《先天斗姥大梵天書》记载：
“天上修羅交戰日，人間急難動災時，四大願化顯神通，八臂垂雄施道力，常遊日月二宮前，獨立道明三界內。威光赫奕，妙相圓融，接度眾生，超離諸苦，太虛有靜，本願無窮，大悲大願大聖大慈。”

### 先天斗姥紫光丹天雷法
道教典籍《先天斗姥紫光丹天雷法》記載：
“先天法主斗姥紫光金尊聖德巨光天后救一切難度一切厄摩利攴天大聖圓明道姥天尊。法像三頭六臂九眼，手托日月，持弓箭、降魔鈴杵，瓔珞裝嚴，雷電交加，七豬御輦，放大光明。中有水火金剛力士拱立左右。天上天下一切聖哲無不擁護圍遶大神通相。”

### 大梵玄元斗姥本行真經
道教典籍《大梵玄元斗姥本行真經》卷上〈始炁玄藴章第一〉記載：
“斗姥曰。鴻濛未闢。混元一炁。胥屬無極無象無名無聲無臭無色無光。是謂元始之際。太初之時。嗣是天得之以清。地得之以寧。遂判太極而分兩儀。故日月升恒。山川高下。四時不息。五洲蕃衍。莫非始炁以為之主宰。”

### 斗姥解冤經
道教典籍《斗姥解冤經》中品記載：
“是時，玄天斗姥。身居瓊瑤玉殿。体住琥珀崇䑓。佈河海不洩之功。啟山嶽吞烟之妙。露真機而應化。破其蠱毒。流法輪而爕理全消災迊。”
《斗姥解冤經》下品記載：
“斗姥天尊。復登雲羅四碧之天。玄音梵國之地。讃詠玄靈洞章。引十州三島仙佛。採煉靈寶大法。接天地水府之聖賢。放無極無量之光。海闊均迎祥瑞聚。有存有守之道。天空并起慈雲。”

### 大梵先天斗母圆明宝卷
道教典籍《大梵先天斗母圆明宝卷》记载：
《佛說斗母摩利支天菩薩經》云：爾時，我佛在室羅筏城逝多林給孤獨園。告諸苾芻。有大菩薩（《佛說斗姥本願真經》是大天女）名曰摩利支天。有大神通自在之力。常行日月天前。日天月天不能見彼。彼能見日月。無人能見，無人能知，無人能捉，無人能縛。無人能欺誑，無人能債其財物。無人能責罰。亦不為冤家能得其便。若有知名號常禮念者。彼人亦復如是其於水火盜賊。失道曠野。鬼神毒藥。刀兵疾疫。旱澇饑饉。惡獸毒蟲。冤家惡人。一切難中。皆能護衛。令諸天龍鬼神人及非人無能為害。
釋迦演教室羅城　元始傳經在赤明
七曜三光合至理　九靈一炁發根宗
三界中　動殺戳　魔黨紛紛
吾斗母　顯神通　無邊廣大
現四頭　具八臂　不壞金身
智慧力　伏天魔　謐寧金闕
威神力　蕩妖氛　安衛兆民
定北都　泉曲府　陰魔遠遁
諸天中　炁蕩蕩　我道常存
若有人　軍陣中　稱吾名號
我尋聲　能赴感　密祐其人
若有人　常禮念　支天寶號
免了他　刀兵難　刼数亡身
若有人　明大道　朝元頂禮
我時時　隨擁護　保命全真
修羅交戰。刧火動炎。斗母有威權。四頭八臂。法力無邊。神通廣大。赫奕森嚴。稱名赴感。脫苦樂安然。
運寶杵　一旋時　魔頭粉碎
現紫光　纔爍處　化作微塵
現四頭　舒八臂　金容玉相
坐七豕　雙輪辇　四部游巡
四頭舒八臂　妙相紫金身　七豕雙輪辇　威神遍剎塵
鑒觀萬天査善惡　浮游三界考神人

### 斗姥金光勅赦寶懺
《斗姥金光勅赦寶懺》記載：

斗母天尊願力深　極大慈悲貫古今

流演聖教宏道化　恩覃卒土廕孺林

蕩蕩天姆降凡塵　巍巍恩光祀参生

梵氣結成彌羅界　仙風吹下吉祥音

先天斗母無上尊　蜀占中天浩圓霖

五福六通觀世界　四頭八臂鎖乾坤

靈旛十絕擁霓旌。離天竺國現真形。

摩利支天大聖人。金姿玉質乘擁輪。

身垂瓔珞相圓融。眉灣秋月。寶髻玲瓏。

芙蓉花面笑春風。四頭八臂。千手眼睛。

巍巍丈六紫金身。眼觀三界。耳聽四生。

九豬駕海察凡情。二十八宿。十二宮辰。

左輔右弼侍班行。天罡十二。晝夜長輪。火星生炁。主鎮雷門。

毫光爛爍日月昏。天愁地慘鬼神驚。金鈴震。寶杵橫。諸天拱手巽雷門。

先天地母。化現觀音。救苦拔難。利濟群生。眾生有難。大士尋聲。

普天率土廕黎民。天上地下。惟母獨尊。

經天緯地握雷霆。宣行日月。統制乾坤。

民間曲直不狥情。北斗掌握。注死定生。

身屬北斗隸天輪。閻浮世界。日遊月巡。

賞善罰惡察眾生。銀河耿耿。燦燦七星。

齊下雲天降法庭。鶴鳴景運。玉訣談經。

天師親授教凡民。若人諷誦。降福延生。

除是玄靈一卷經。焚香禱告。稽首冥心。

### 紫光金尊斗母寶懺
道教典籍《紫光金尊斗母寶懺》记载：
“大梵天宮，聖師斗姥，臣聞赤明初劫，元皇演道于清微，龍漢開圖，聖姥儲祥于寶月，示現玉女，于周御國王之世，修行妙道，于玄明真淨之天， 本性水之真空，西乾應化，遍性空之真水，北極流光，托證金仙，仁施母道，願降生于聖嗣，俾輔佐乎玄綱，盥沐于九曲池中，煉神于二儀鼎內，升紫金之獬座，登白玉之龜台，炁入玄玄，蓮孕金苞之瑞，神超渺渺，光騰寶閣之祥。一曰天皇大帝，二曰紫薇帝君，次列七元之象，余排輔弼之星，真如自在，由一光以徹三光，圓滿隨機，自一炁而分九炁，飛居中極，掌握浮黎，乘七獬之御輦，居日月前，運八臂之神威，救刀兵刼，森大天之騫樹，庇蔭災危，作三界之醫王，扶攜疾苦，丹谷凝光，領袖群真于無始，紫清敷炁，權馭庶品于不言，無物不資其覆育，有生皆賴其陶熔，弟子敷露微忱，用陳法鑒，情悃已布，聰聽必聞，伏望暫離斗府，俯蹕星壇，溥注威光而下照，許容懺謝以消愆永叨願海之汪涵，億億障緣而冰淪，荷慈天之蓋被千千介祉以雲臻，凡有動履咸藉主維，其與法流，俾登道岸，仰干，大造，俯賜證明，眾等虔恭，志心皈命。
一炁梵天，三光聖母，駕遊日月二宮前，敕賜雷霆大法主，威光赫奕，妙相圓融，接引眾生，超離諸苦，大悲大願，大聖大慈，聖德巨光天后，摩利攴天大聖，先天道姥天尊。
摩利攴天大聖，中天梵炁，圓明道姥天尊。天上修羅交戰日，人間劫火洞炎時，四頭磊落顯神通，八臂崢嶸施道力，常遊日月二天前，獨救刀兵三界內，威光赫奕，妙相圓融。接救眾生，超離諸苦，太虛有盡，本願無窮，大悲大願，大聖大慈，九天雷祖大帝，日宮太陽帝君，月府太陰皇君，先天斗母，紫光金尊，聖德巨光天后，摩利攴天正法王，無上玄元，大行梵炁，天父天母，天皇大帝。”

### 太上老君說天妃救苦靈驗經
道教典籍《太上老君說天妃救苦靈驗經》记载：
於是廣救真人上白（启禀）天尊曰：斗中有妙行玉女，於昔劫以來，修諸妙行，誓揚正化，廣濟眾生，普令安樂。
於是天尊乃命妙行玉女降生人間，救民疾苦，乃於甲申之歲，三月二十三日辰時，降生世間。生而通靈，長而神異，精修妙行，示大神通，救度生民，願與一切含靈解厄消灾，扶難拔苦，功圓果滿，白日上升，土神社主奏上三天。於是老君勑下輔斗昭孝純正靈應孚濟護國庇民妙靈昭應弘仁普濟天妃。於是天妃聽宣法音，弘是願言：自今以後，若有行商坐賈，買賣求財，或農工伎藝，種作經營，或行兵布陣，或產難不分，或官非撓聒，或口舌所侵，多諸惱害，或疾病纏綿，無有休息，但能起恭敬心稱吾名者，我即應時孚感，令得所願遂心，所謀如意。吾常遊行天界，徧察人間，以致地府泉源江河海上，一切去處，令諸所求，悉皆遂願。
英烈天妃，善慶明時。遊行三界，徧察靈祇。風雷衛護，兵將維持。中臨人世，為殄灾非。下通地府，徧告神司。枉橫者戮，殺人者誅。施人者愛，謀人者追。一心歸仰，萬物咸熙。急急如律令！
是時天尊說是經畢，天龍鬼神咸願護持，於是廣救真人復說偈曰：金闕聖后，勑封輔斗。天人顯跡，嶽瀆毓秀。三月建辰，下弦應候。護國靈長，嵩呼萬壽。何福不臻，何難不救。與道合真，玉皇眷佑。依經轉誦，魔靈束首。燒香散花，修齋設醮。應有急難，即當虔告。如法受持，無不應驗。急急如律令！
真斗仙，位列九天。上佐金闕，下及泉源。七元使者，道合自然。人間皈仰，福報無邊。昊天罔極，降福綿延。
《太上老君说天妃救苦灵验经》又将斗姥和妈祖信仰相互融合，描述斗姥（金闕聖后、真后斗仙）的分身妙行玉女降生人间，因救度生民、扶难拔苦，最终功德圆满，被册封为“辅斗昭孝纯正灵应孚济护国庇民妙灵昭应弘仁普济天妃”，使妈祖成为了斗姥在波濤上扶危救險的化身，并具有游行三界的神力。媽祖身為海神，卻被封為天妃、天后，和天帝的配偶神混為一談。

### 太上老君說天仙玉女護世弘濟妙經
道教典籍《太上老君說天仙玉女碧霞護世弘濟妙經》记载：
“上白（启禀）天尊言曰：臣者西天斗母精運元氣發現，金蓮化生吾身，歸隱岱嶽，修煉年久，意如初興，幸逢正果，功成道合。感蒙保奏，受敕‘天仙玉女碧霞護世弘濟真人’。永鎮泰山，助國裕民，濟厄救險，賞功伐罪。自受敕命，不得有怠。按日巡察，巨山之圍，地獄之根。自計酆都，連緒血湖，冤魂受報，日夜無休。血湖罪苦，盡是女魂。飢吞火炭，渴飲熔銅，寒居冰窐，熱處炎烽，百端異拷，有入無出。為何因意？”
《太上老君說天仙玉女碧霞護世弘濟妙經》中讲述得道成仙的碧霞元君启禀天尊说她是西天斗母精运元气而开放的金莲所化，她歸隱岱嶽潜修，最终修得正果，被册封为“天仙玉女碧霞護世弘濟真人”，統嶽府之神兵，掌人間之善惡。

### 驪山老母玄妙真經
道教典籍《驪山老母玄妙真經》中说骊山老母同样也是斗姥所化，真经记载：
“老母乃是。昔斗姥而化。上八洞古仙女。為拯救亂世。每逢應劫。勿隱勿顯。隱居山岑傳仙法。先天號曰。九靈太妙。中天梵炁。斗姥元君。先天而化炁。太初神后。西天竺國。妙相法王師。大悲大願。大聖大慈。摩利攴天。斗姥無上元君。常住天宮。閭山傳法。上古降於中原驪山。為拯救亂世。每逢應劫轉道運。大顯威靈。召賢納士。授門徒。傳仙法。”

### 先天斗母奏告玄科
道教典籍《先天斗母奏告玄科》记载：
“恭惟九天雷祖、大梵先天乾元巨光斗母、紫光金尊圣德天后、圆明道母天尊，浩劫法身，金莲瑞相，化形三界，总持二帝之垣，子育群生，宰制七元之位，光耀前游於日月，威芒下制於雷霆，凡禀阴阳，均沾化育，今为某身婴疾患，心慕真宗，祈降福以消灾，特建坛而阐事，仰承鋾铸，获遂揄扬，兹领词忱，理难抑拒，誓勤利济，恪为奏禳，伏愿仙女侍香，径达无为清虚之境，真灵下盼，暂离天宫梵府而来，臣诚惶诚恐，稽首顿首再拜，恭迎圣驾之至，谨言。”
文中說斗姥浩劫法身，金蓮瑞相，化形三界，表示她擁有三種化身來治理三界。這可以理解為斗姥在天上的化身是太一元君，在人間的化身是驪山老母，在嶽府（陰府）的化身是統攝嶽府神兵的碧霞元君，三身一體。對應了《陰符經》中的“上有神仙抱一之道，中有富國安民之法，下有強兵戰勝之術”（參見骊山老母）。

### 歷代神仙通鑑
道教典籍《歷代神仙通鑑》卷一记载：
指修山中，有九異人，乗雲祇車，能御空駕炁，乃北洲鬱單越周御國王之子。其姥摩利支天，西洲天竺國人，有大神通，出則陽炎，能遊行四海，往來印度〔印度，日月也。〕。知周御國王辰祭從好善，因與之生子九頭。摩利支以萬為姓，號泰陽。〔寅會：周御國辰祭從 / 摩利支萬泰陽〕九子長號天英，次天任，次天柱，次天心，次天禽，次天輔，次天冲，次天芮，次天蓬。天姥皆教之以法，為見本土人民稀少乃謂之曰：“汝等雖生於北之勝處，制治在於南之勝金。可往閣浮提設教也。”九子遂别天姥，駕車提羽南來，止於指修山南。民見其車服有異，神智莫窺，因推天英為主。繼天皇、地皇而出治，以土紀德，生得洮頹垂胡、骧鱗達腋，初為九頭氏，又號為人皇，以應三才。
聞人皇乃北洲周御國王之子，其母摩利支天有大神通，遊行三界之中，救濟眾生之苦。一胚胎生此九皇，分治南洲。其後真靈歸傍天母，但地皇去世。泯然無聞，惟冢在岷陇之间。於是同往西南尋見大塚。元始向塚隙以真炁吹之，假使朽骨得此，即能回陽返本。見塚傍忽啟一門，一姥率卜子出問，天皇告其來故，姥曰：“長男為道母招去，此時將回也。”少頃，空中雲彩紛紜，儀仗簇擁一人端坐輦上，有七豕御之而行，觀其威光赫奕、妙相圓明，后土躬身趨迎，向後呼地鏗出拜元始，道母亦下輦相見。彼此剖露，乃知道母即摩利支天，道母亦知元始是無極真王，遂執弟子禮。元始曰：“吾等在塵寰中，恐多腥穢，可到髙上之境，方覺清虚。群真稽首稱善。惟后土元君自量道力未充，願與次子十人且守地維中宫静養。元始即與群真同上玉虛天界，尊道母為先天道后，居一炁梵天，斗樞宮中，眾星四面圍繞，皆隨斗樞轉度。周御國王亦同安養其間，大皇為天眞皇人，居紫霄鈞天之上，爲紫微元辰，萬象之主。不因至聖分明說，安識高眞微妙宫。

### 先天神后斗姆元尊大道九皇真經
道教典籍《先天神后斗姆元尊大道九皇真經》記載：
爾時，先天道后斗姆元尊，居一炁梵天斗樞宫内，與周御國王斗父天尊，俱俯觀下方。有一眞人，姓張名通道號崑陽，乃係九皇第五天禽臨凡。修道於北元南明之際，寄跡㠟峩福泉山，䖍誠禮斗，候詔飛昇。斗姆慈心感動，璇璣運處，劃然一聲，現出光明妙相，乘七豕之車，一時辰内卽降眞人禮斗壇中。結彩雲，懸寶座，而爲說此《九皇眞經》。眞人稽首頓首，伏拜座前。
是時，斗姆告眞人曰：『起，吾語汝。吾即摩利攴天萬泰陽也。天皇之前，吾已出世，地皇之先，吾往西洲天竺國，運大神通，往來印度，既見北洲鬱單越周御國王辰祭從，心慈好善，因往助之，覓淨土，築垣闕，特書戊已之宮，實養金胎之室，一團神氣，三次超脫，為生聖嗣九頭：長曰天英，是為人皇，後陞玉真仙靈。二曰天任，三曰天柱，四曰天心，五曰天禽，六曰天輔，七曰天沖，八曰天芮，九曰天蓬，瓊林玉蕊，亭亭森森，是“九子”，是號“九皇”，人皇與群季分治九洲，稱居方氏、仁風浩蕩，普惠眾生，九皇升舉，子母同居。元始稱吾為「先天道后」，以著養育九皇之德，鴻鈞在手，掌握斗權，九皇上應九星，九星環繞一垣，吾憑一氣妙，更化七元君，九辰或下世，七元代運行。』

### 先天斗姆摩利攴天祈祷奏告大梵雷书
道教典籍《先天斗姆摩利攴天祈祷奏告大梵雷书》记载：
“昔西方古塔寺僧名教化，禀性正直，敬老怜贫，德行昭著。忽一日，有贫女叩其门，衣服褴褛，身体臭秽，大众皆恶之，逐出。唯有教化怜其冻馁。每供一衣一饭，贫女辞曰：‘摩利攴天雷祖斗姆我也，尔有善缘，吾有咒法。是故化凡授汝，若有一切急难，念动吾名及梵音咒。吾即随声救护，使冤魔恶兽，悉皆降服。待加工用意，随念随成，远离诸苦，汝当志心奉行吾教。’付以梵书，倏忽不见。教化得之，奉行唯勤，厥后用之，其法大显，祈晴祷雨，降伏魔怪，其应如响。寿至二（阙）八十。教化传之阿伽利，阿伽利传之铁牛圣者，圣者传之一行禅师，一行禅师传之三藏比丘大师，大师传之白紫清真人，真人传懒牛和尚，懒牛之后未闻其传矣！至宋高宗南渡之时，夜半忽闻车辙之声，震动天地。君臣相视大惊，但见空中光芒烛天。光中车辇上有一神，四头八臂，托日月，持弓矢，执降魔铃杵针索，璎珞庄严，雷光缭绕下，有七大金猪御辇云。”

### 斗母元尊九皇真經
《張三丰先生全集》引《斗母元尊九皇真經》记载：
“太初神后，天竺聖人，主宰魁罡，往來印度。躬居高上之境，極建大中之天，統攝萬靈，遊行三界，丹成九鼎，道濟群生。大悲大願，大聖大慈，一炁梵王先天神后摩利攴天斗母無上元君。”

### 重刊九皇新經註序
《重刊九皇新經註序》記載：
“自斗姆從西竺國靜怡以來，修元始大道，以金蓮九苞化生九子。主持造化，掌握陰陽，其為天之樞紐、人之司命，此理渾然為未傳下世。至永壽元年，太上化身玉局，授天師北斗秘訣，下方始知人有斗為之主持，此理又未透徹迨。漢明帝在崑崙山遇斗姆化身，開方便門說北元統章，一星吐一理，一元演一道，後世方知七元各有所掌，九皇各有所拜，及諸眞無法度人，又從斗中精微之理，闡出拜斗之法七十二家，或為奇門，或為默朝，或為運用，或為唱念等類，皆未吐出天機，使人各授而行，死而後已。”

### 斗姥心經
《三丰祖师全集》引《斗姥心經》记载：
“白玉龜台者在中天梵炁之中，蓋白玉龜台主於坎位，上應七竅，下應九衢，即人之腎家也。一個靈龜有七座寶台，都是自森森裝成中天梵炁，即人之心家也。中天有生生梵炁，即是赤赤結成為象，此種真台真炁誰得知之。我祖設法演教，伸明精義，普度眾生。”
“昔者斗姥元君在西竺彌羅之國，圓明清靜之天，修持玄靈妙道，勤奉三寶天尊。斗姥元君是七星之姥，實係人身七竅之主。西竺彌羅者乃肺下心上，中間有一點梵炁盤旋，真真的的，圓圓明明，至極清靜，一國中天真真。斗姥之處，世人不得而知，中有「玄靈」二字方得。”
“斗姥有寶台華蓋，即人身中精炁，充滿遍體，繚繞於臟腑，金光出現則一團真靈結覆自然身內，結寶台上座，而我亦有華蓋遮我之神也。身坐七曲華池之中，光吐混元紫府之上，自己身中一片真元陽，毫無一點業障，握定真魂，如如不動。身坐七曲華池，如如自在，勝如座斗姥之蓮花寶台也。一切學者，錯認華池，豈知混元紫府，即先天一炁之府，得七曲華池而身座寶光，自然光明，透照光者神光也。現出七真彩氣，自然成文，結為七元真君，此是真君真光所現而結也。”

### 斗姥宝诰
《斗姥宝诰》也是斗姥的重要道教文献之一。其言：
“志心皈命礼。西天竺国。大智光中。真空妙相法王师。无上玄元天母主。金光烁处。日月潜辉。宝杵旋时。鬼神失色。显灵踪于尘世。卫圣驾于阎浮。众生有难若称名。大士寻声来救苦。大悲大愿。大圣大慈。圣德巨光天后。摩利支天大圣。圆明道姥天尊。”
“至心皈命礼。玄皇一炁，牝母生成。天威浩荡，化四头八臂之神通。玉杵回旋，分十极两仪之品类。一命重辉，人间号金轮圣母。三真毓粹，天上垂玉斗玄宗。在在飞灵，齐万有不齐之物化。生生永命，了三才未了之璇光。无上玄元天姥，有形妙感慈尊。大圣大仁，至神至极，摩利攴天大圣。”

### 先天斗姆九皇真經
《先天斗姆九皇真經》记载：

中天斗姥。無上上尊。

靈山會上顯神通。清淨天中分造化。

作諸天之法主。居中天之天尊。乃眾聖之醫王。

聖號號聖。運陰陽之化育。

天中中天。作大地世世仁慈息。塵寰種種厄難。

顯四頭八臂。常游日月二天前。

輪五眼六通。獨立神靈三界外。

變化多般。天醫大聖。

應號不一。普濟元君。

皈依者。逢難而解難。

禮敬者。遇災而弗災。

有願必從。其應如響。

### 斗姆璇璣謝罪法懺
《斗姆璇璣謝罪法懺》中的寶诰強調了斗姥元君作為醫神普度眾生的職能。

先天斗母。無上法王。解國難而息兵戈。

除邪輔正。消蟲蝗而濟旱澇。

雨順風調。施慧力以解厄消災。錫恩波盪除恠病。

玉兔符藥。變朽回春。

金烏瑞光。延生保命。

慈悲救苦。憫恤眾生。

大悲大願。大聖大慈。

中天梵炁。明哲聖德。

道母熾盛。東華慈救。天醫普濟元君。

紫虛金容。玉相天尊。

### 廣東新語
《廣東新語》卷六〈神语〉中记载：
“斗姥像在肇慶七星巖，名摩利支天菩薩，亦名天后。花冠瓔珞，赤足，兩手合掌，兩手擎日月，兩手握劍。天女二，捧盤在左右，盤一羊頭，一兔頭，前總制熊文燦之所造也。文燦招撫鄭芝龍時，使芝龍與海寇劉香大戰，菩薩見形空中，香因敗滅。文燦以為菩薩即玄女，蚩尤為暴時，黃帝仰天而歎，天遣玄女下，授黃帝兵符伏蚩尤。又嘗下天女曰魃，以止蚩尤風雨。古聖人用兵，皆以神女為助，於是傾貲十餘萬為宮殿極其壯麗以荅之。論者謂，文燦當時以此十餘萬金錢募召壯士，為朝廷辦賊，必有功業可觀。當剿賊時，菩薩何不再見，豈所謂福無重至者耶。”

### 崆峒問答
第五十四代天師張繼宗真人所撰的《崆峒問答》記載：
二五七问：“如何尔道教之？”
答曰：“三教同源，道祖元始王即佛之毗卢遮那圣主；道之先天斗姥，即佛之摩利攴天。道姥乃元始阴神，故为道家法主耳。”
二五八问：“北斗有猪辇声，何也？”
答曰：“宋高宗南渡时，夜闻空中有猪辇之声，见斗姥现四头八臂，空中护驾。斗姥现相时有此声也。”
三教同源，道祖元始天王就是佛教的毗盧遮那聖主，二者都是男性神。而佛教的摩利攴天和道教的先天斗姥分別就是毗盧遮那聖主和元始天王的女性形態，因此斗姥的地位與元始天王同等，故為道家法主。

### 大梵先天斗姥水火祭煉元科

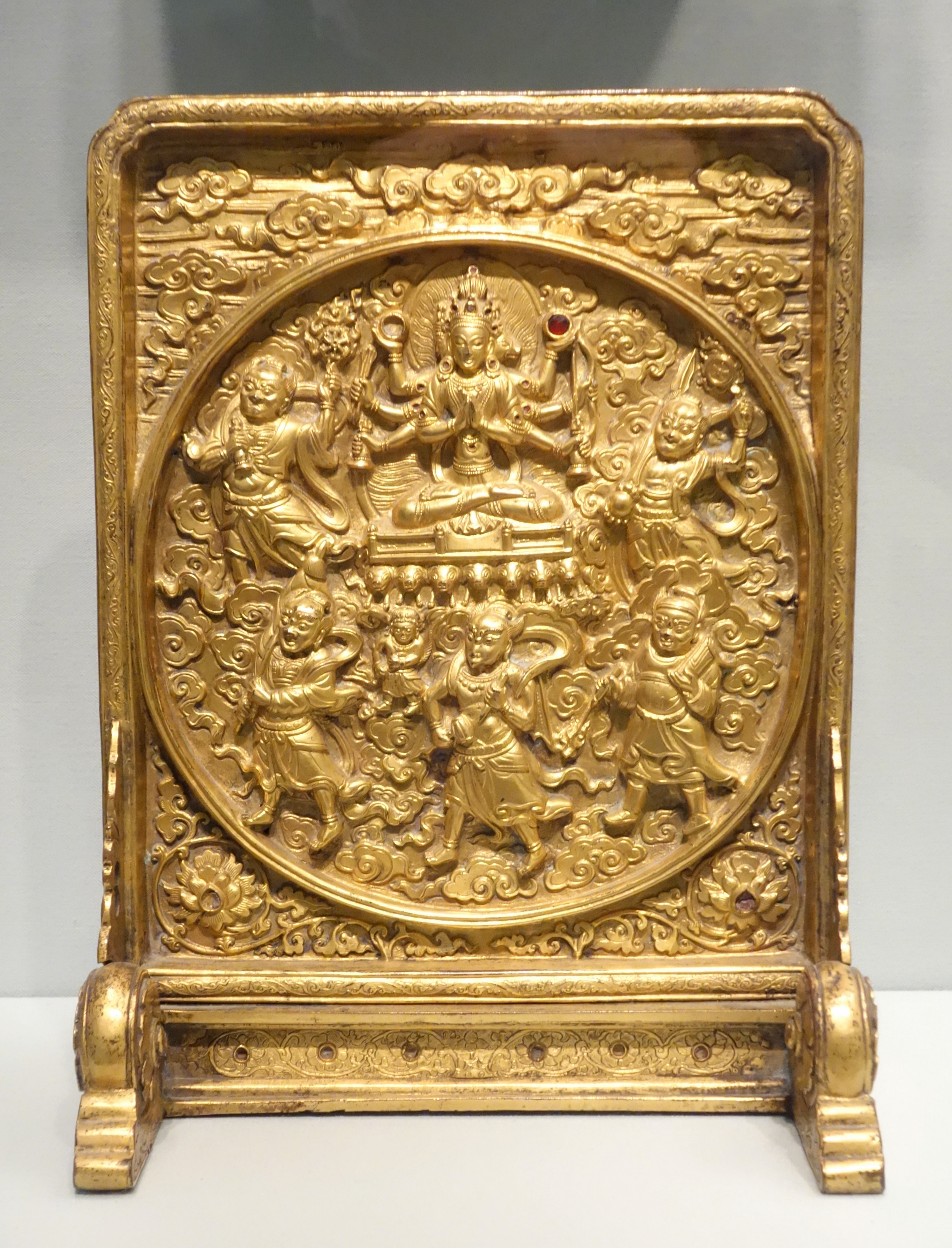
大约明朝或清朝时的镀金青铜，现藏于旧金山亚洲艺术博物馆。描绘了端坐在正中间的斗姥以及围绕在她身边的二王三帅。

正一派道教典籍《大梵先天斗姥水火祭煉元科》記載：

「臣聞帝降龍漢元年，聖號金精祖母，發弘誓願，翼輔乾坤，浴香泉於九曲池中，煉神氣於二儀鼎內，昇紫金之獬座，登白玉之龜臺，炁入玄玄，神儀燁燁，蓮開九苞之瑞光，騰九耀之祥，作眾生之主宰，捍滅災侵，掌三界之權衡，斡旋造化，風雲雷雨，悉屬指揮，水火兵戈，盡歸掌握。放祥光之赫奕，照徹幽扄，施法食之，慈悲普超，幽爽破酆都而陽和，浩蕩化雲，供而馔果，芳馨普攝，有情享食，無礙冀六道四生而受度北府。」

「先天斗姥大梵金尊，四頭八臂現真形，誓願度群生、萬類、冤魂飽食上蓬瀛。大聖登寶座圓明道姥法王尊。斗母四頭八臂放光明，光明徧處照六道停輪而四生解脫。」

「師存斗姥前，面如觀音，左天王，右金剛，後豬首相。四頭八臂，二手托日月，兩手執鈴杵，兩手執劍戟，上有黃旛，旛上書「九天雷祖大帝」六字。二王三帥森立左右，如此分明，師以左目光運。」

### 呂祖全書
清代文人劉體恕所撰的《呂祖全書》卷十六記載：
一行子斗姥心咒北斗心咒說：“斗姥，係龍漢祖劫中天竺國人，所說梵咒與佛咒同，俱屬梵音梵字。東土人不識梵字，故前代師真照儒字翻譯，然復不類儒書，難以正音讀，往往同是一音，譯有不同：蓋梵音同也，註引字者，音略悠長。二合者，原梵字只一字，譯人翻作兩字，仍一滾念。”
再斗姥，在佛經謂之「摩利支天菩薩」，在道經謂之「斗姥」，係南極天皇北極紫微並北斗七元之母，又謂之佛母。因紫微上帝在佛經為「金輪熾盛光佛」故也。「斗母」梵音多種，經內係呂祖擇其簡要心咒垂訓於世。
再 呂祖演此咒時，曾示斗姥法像云：“四頭八臂，中天人相，身披天青雲錦法服，首上寶髻有黃金塔一座，共九層，塔頂放曼優缽陀羅尼華，名曰‘無憂華’，顏色殊勝於曇華，香麗莫比。中兩手結印，旁六手，一手托日，一手托月，一手執戟，戟上有旛，旛上有金字曰「九天雷祖大帝」，一手持杵，一手把弓，一手撚箭。身坐蓮華寶座，座下白玉龜臺，臺左右有玉梵、妙梵二天王侍側，萬聖千真，擁護左右。”

### 玉枢经钥
清代文人姚复庄的《玉枢经钥》记载：
“斗母紫光天后摩利支天大圣，化身四头八臂，天神相，左猪，右鬼，后狮相。八臂，两手抵日月，一手执戟，戟上有黄幡，上有金字，云「九天雷祖大帝」；一手剑，一手印，或曰杵；一手金绳，一手弓，一手箭。坐七猪辇。斗部与雷部，有表裏之义，故斗姥亦称雷祖大帝，而雷神皆隶之。”

### 道法会元
道教典籍《道法会元》卷之八十三记载：
“天母聖相，主法斗母摩利支天大聖。三头八臂，手擎日月、弓矢、金鎗、金鈴、箭牌、寶劒，着天青衣，駕火輦，輦前有七白猪引車，使者立前聽令，現大圓光内。”
道教典籍《道法会元》卷之八十五记载：

〈天母默朝急告〉

“凡祛雷祈禱殺伐、禳星、避難、釋冤、憎救、死亡，無施不可務。在專心致意依法奏告，有求必應蓋。”

“天母誓願救苦護生，凡行持入靜室焚香凝神，斂念專精依式親書心章一道，不令人見書畢，安置壇上供養入夕二更時分，層臺望北斗上層列燈香，水下層水一盆。法師三淨持心呪，燃上層斗燈，存空中金光一團，燦然在斗。口即存光中有一天宮，宮內有天母，在焉外有一宮扁，曰璇極應靈宮，在梵天宮之左，宮內復有九宮，中則帝尊二星居之。九宮九皇所居，各有官曹出立，門下金光朗煥，如此分明，即對梵天宮礼念聖號。”

〈天母聖號〉

“志心朝禮，一炁梵天，三光聖母，駕遊日月二宮前，敕賜雷霆大法主，威光赫奕，妙相圓明，接引群生超離諸苦，大悲大願，大聖大慈，北陰乾元聖母日月登明慶華紫光聖德天后，救苦護生摩利支天大聖。”

道教典籍《道法会元》卷之二百一十四记载：
“教主梵炁天皇天父天帝，人首蛇身，紅髮金眼。”
“法主帝釋阿伽地皇天母天帝，人首蛇身，綠髮銀眼。”
“法主九天雷祖大帝斗母紫光金尊圣德天后圆明道姥天尊。三头六臂，两手捧日月，两手持弓箭，两手降魔铃杵，遍身雷电，下有金色乌猪七个御辇。”

## 形象
通常是雍容華貴的中年婦女臉，或有三頭八臂（有時四頭或六臂），座騎是豨（豬）或豨龍（豬頭龍身的龍），或者端坐蓮臺。
大多数斗姥元君塑像或画像的造型为四首，正面为持有三只眼的天神相，左侧的头是猪相，右侧的头是鬼相，背后的头是狮相。持有八臂，朝上的两只手分别托着太阳和月亮，之下的两只手分别拿着宝铃和金印，中间的两只手在胸前合掌或是结着手印，最下面的两只手分别握着弓箭、戟或矛等兵器或法器（有时持有绳、宝剑或降魔杵）。乘坐七豕（七头猪）所牽引的雙輪辇（杨景贤的杂剧《西游记》中說猪八戒原本是摩利支天部下御车将军）。
其法相象征“道体”，禀一炁玄元之象，应无极生太极也。手持日月二轮应阴阳两仪，以四头应四象，八臂应八卦，似与斗姥为后世附会为“道母”有关。
明清时广东肇庆的七星岩中供奉有斗姥像，则是佛教菩萨的装扮。斗姥又叫“摩利支天菩萨”，亦名天后，花冠璎珞，赤足，两手合掌，两手持日月，两手握剑；左右有两位天女捧盘，盘中一为羊头，一为兔头。

## 民间信仰

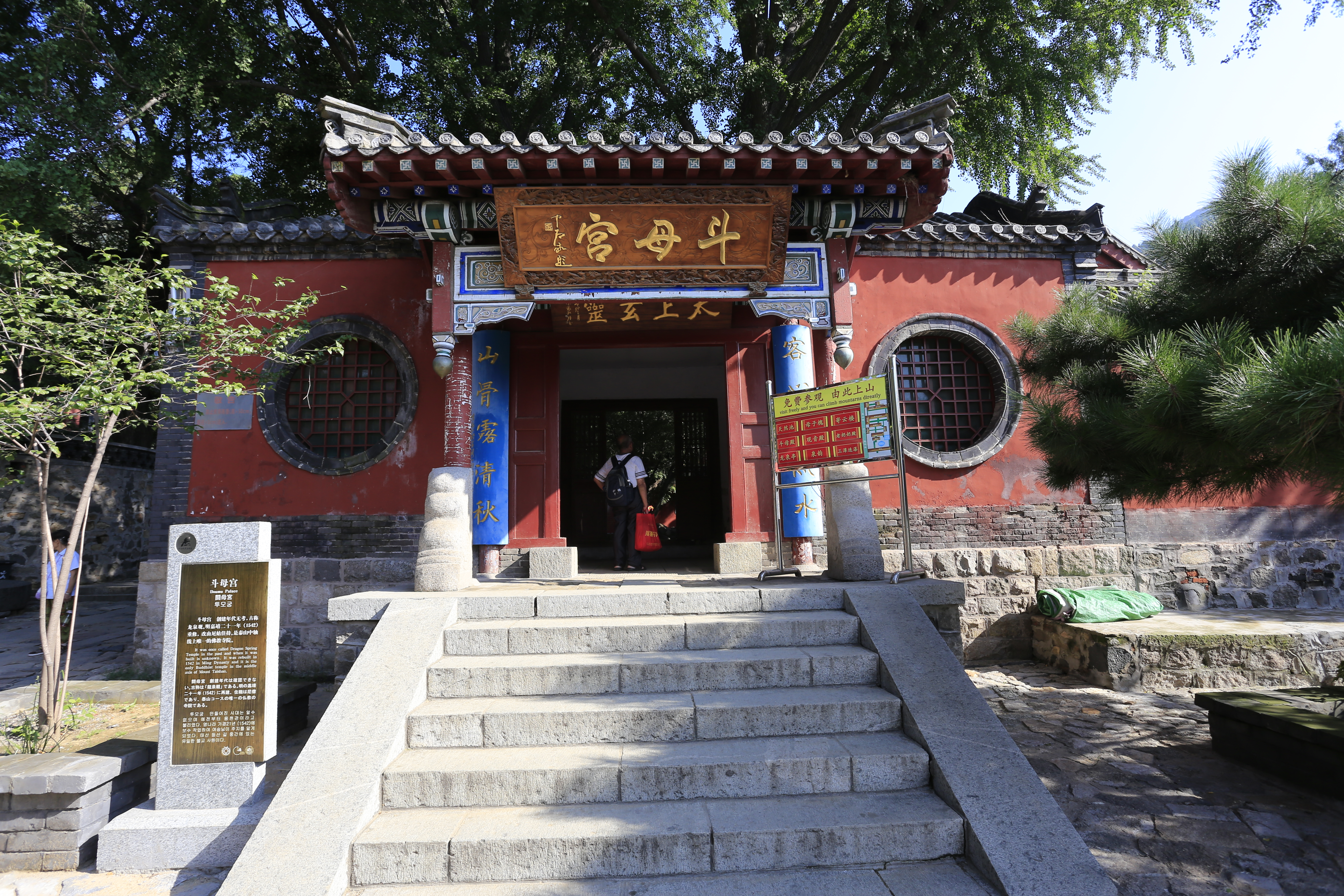
泰山盘道沿途—斗母宫（古称龙泉观）。创建年代不详，明朝嘉靖二十一年（1542）重修，改由尼姑主持。

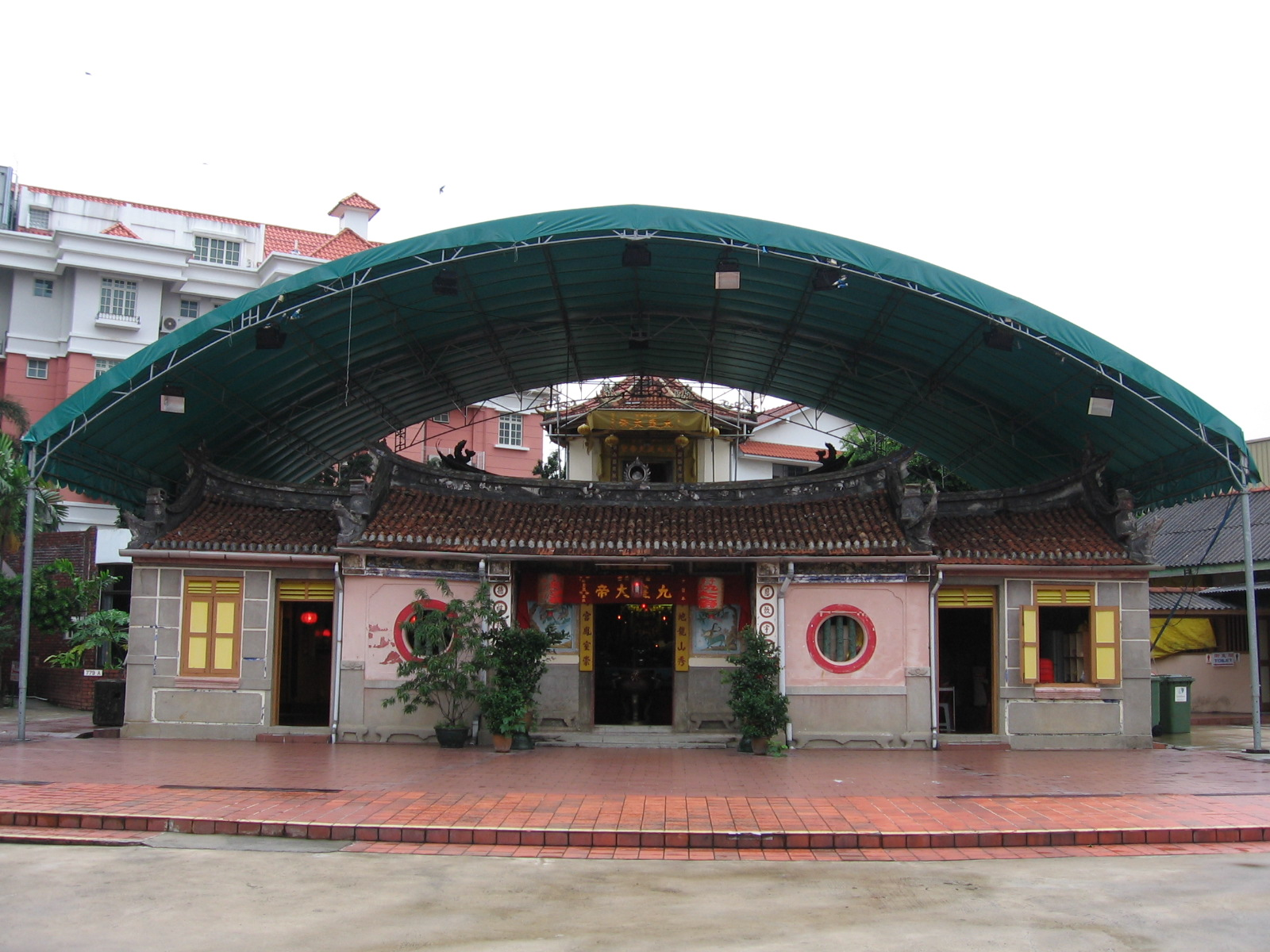
新加坡后港斗母宫，建于1919年。

在道教中，斗姥元君是个法力无边的女神，能护持信徒吉利平安。据说斗姥元君是“先天之气”所成的大神。所以對斗姥元君的崇拜十分普遍，许多道教宫观都建有“斗姥殿”、“斗姥阁”以及“斗母宫”，专门供奉斗姥。比较有名的斗母庙有“泰山斗母宫”、“北京白云观元辰殿”、“辽宁千山斗姥宫”、“云南巍宝山斗姥阁”等。她的诞辰为旧历九月初九的重阳节。斗姥主宰着天上星辰，號稱眾星之母，台湾道教、台湾民间信仰中，祭拜太岁星君等诸星辰之神者，多半會先礼拜斗姥。
明代的皇家道观—大光明殿后方的天元阁上层供奉着斗母、后土、宝月光元君（玉帝之母）。其中斗母（天母）和后土（地母）时常被视为玉帝的配偶神，分别象征乾元和坤元。
成都青羊宫内安设有斗姥殿，初建于明代，大殿内正中供奉着四首八臂的先天大梵斗姥元君神像，配神为后土（左侧）和西王母（右侧），两侧供奉着北斗七星、南斗六星和南极长生星君的神像。
马来西亚詩巫玉龙山天恩寺所供奉的“北斗姥”神像着重将斗姥元君与骊山联系在一起。神像两侧的條幅写道：
法受驪山心傳天下仁與義
身行大道德播世間理歸真
在新加坡，後港斗母宮亦是當地歷史悠久的九皇爺廟宇，主祀斗姥元君。

## 子嗣
參考現有的文獻資料，斗姥一共生下了三組九皇，因三三得“九”，在古代為數字之極，是大數。道教典籍《太上飛行九晨玉經》記載：「夫九星者，寔九天之靈根，日月之明梁，萬品之淵宗也。故天有九氣，則以九星為其靈紐；地有九州，則以九星為其神主；人有九孔，則以九星為其命府；陰陽九宮，則以九星為其門戶；五嶽四海，則以九星為其淵府。」
《玉清讚化九天演政心印集經》：斗姥元君在龍漢初年，化號為玉清神母元君，與浮黎元始天尊生下九子，長子為玉清元始天尊，第九子為高上神霄玉清真王長生大帝。
《太上玄靈斗姆大聖元君本命延生心經》：斗姥元君在元始祖劫（龍漢年間），獨自沐浴於九曲華池中，化生金蓮九苞，從金蓮中生出九子，一曰天皇、二曰紫微、三曰貪狼、四曰巨門、五曰祿存、六曰文曲、七曰廉貞、八曰武曲、九曰破軍。
《歷代神仙通鑑》《先天神后斗姆元尊大道九皇真經》：斗姥元君在上古時期，與北洲郁單越周御國王辰祭從生下九子（居天盤之奇門遁甲的九星），長曰天英、二曰天任、三曰天柱、四曰天心、五曰天禽、六曰天輔、七曰天沖、八曰天芮、九曰天蓬。長子天英是為人皇。

## 脅侍
有寺廟以天皇大帝、紫微大帝兩大帝；亦或太陽星君、太陰星君兩星君；亦或玉梵尊天嘍羅王、妙梵尊天伽羅王；又或左輔洞明星君（密跡金剛）、右弼隱光星君（堅固金剛）脅侍，以示斗姥為眾星之母。

## 文學創作

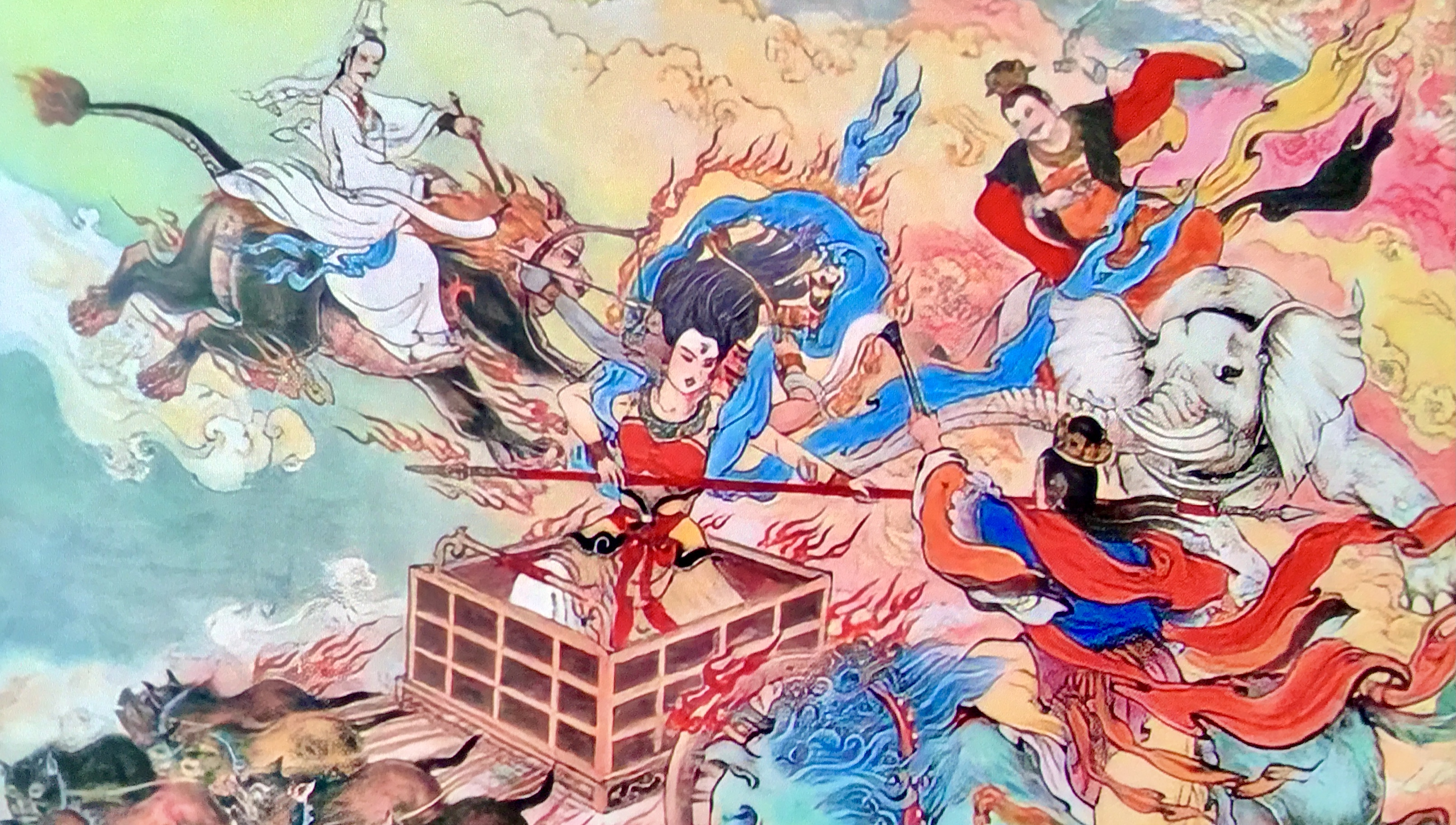
连环画《封神演义》之廿四〈万仙阵〉封面（李云中绘画）

明朝的神魔小说《封神演义》将斗姥称之为“金灵圣母”，也就是闻太师的师父。她道行高深，一人就能对抗慈航（观音）、文殊、普贤三位大士，最后打了个平手，但遭燃灯道人使用定海神珠偷袭而死。后来姜子牙在封神台封神时，将金灵圣母册封为“坎宫斗母正神”，让她掌管五斗群星、吉曜恶煞，也就是北斗、南斗、东斗、西斗以及中斗的母親。
子牙又命柏鑑：「引斗部正神至臺下受封。」不一時，只見清福神引金靈聖母等至臺下，跪聽宣讀敕命。
子牙曰：「今奉太上元始敕命：爾金靈聖母等，道德已全，曾歷百千之劫；嗔心未退，致罹殺戳之殃；皆自蹈于烈焰之中，豈冥數已定輪迴之苦。悔已無及。慰爾潛修，特敕封爾執掌金闕，坐鎮斗府，居週天列宿之首，為北極紫氣之尊，八萬四千群星惡煞，咸聽驅使，永坐坎宮斗母正神之職。欽承新命，克蓋日往愆！
清代文人吕熊所著的《女仙外史》称斗姥為列宿之尊。还有第三十九回描述：“你不知仙家各自有派。……還有斗姥娘娘，都是女宿星媛，立功行而成的。”

## 图集

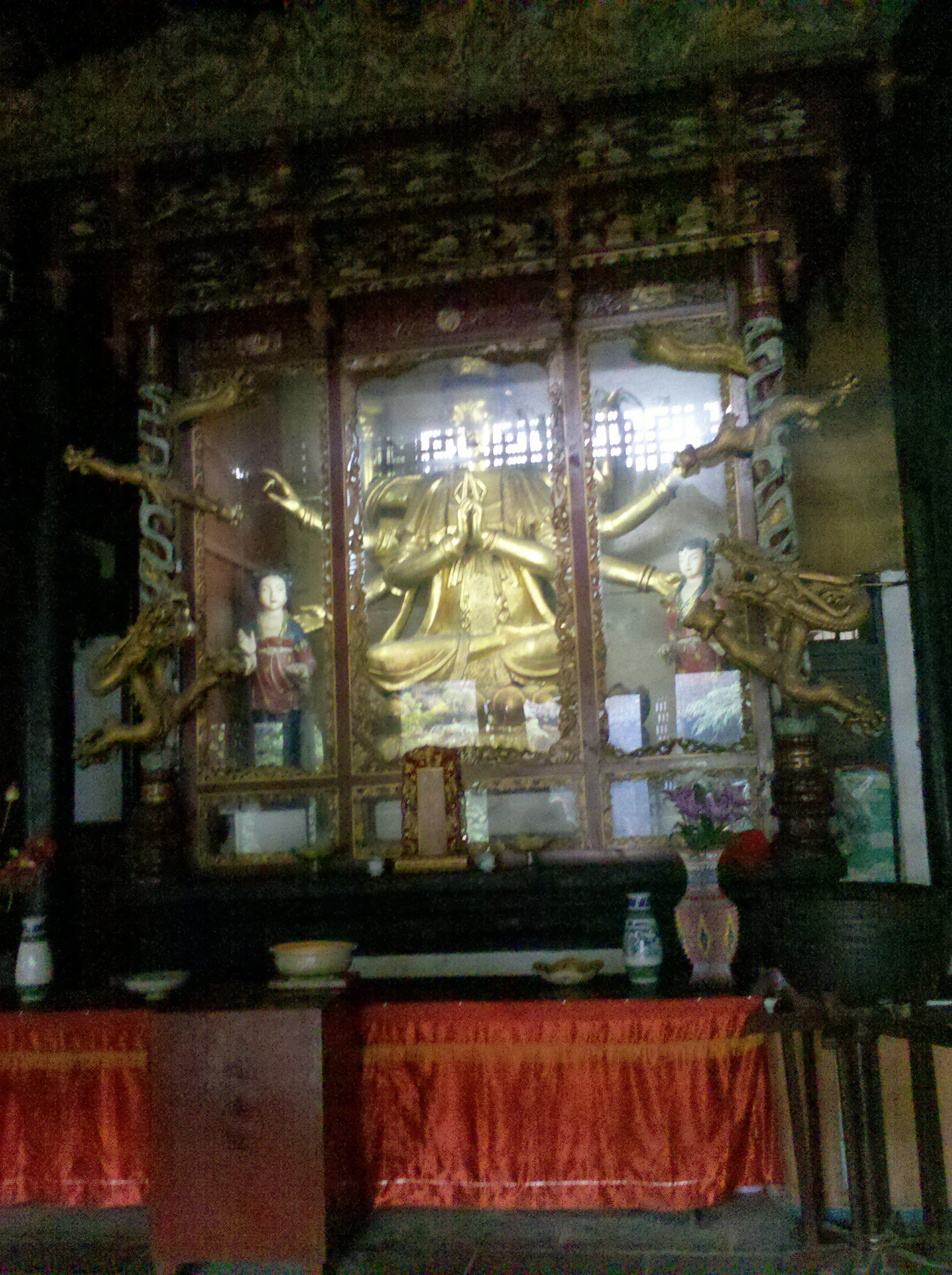
四川省成都市青羊宫斗姥殿供奉的先天大梵斗姥元君神像
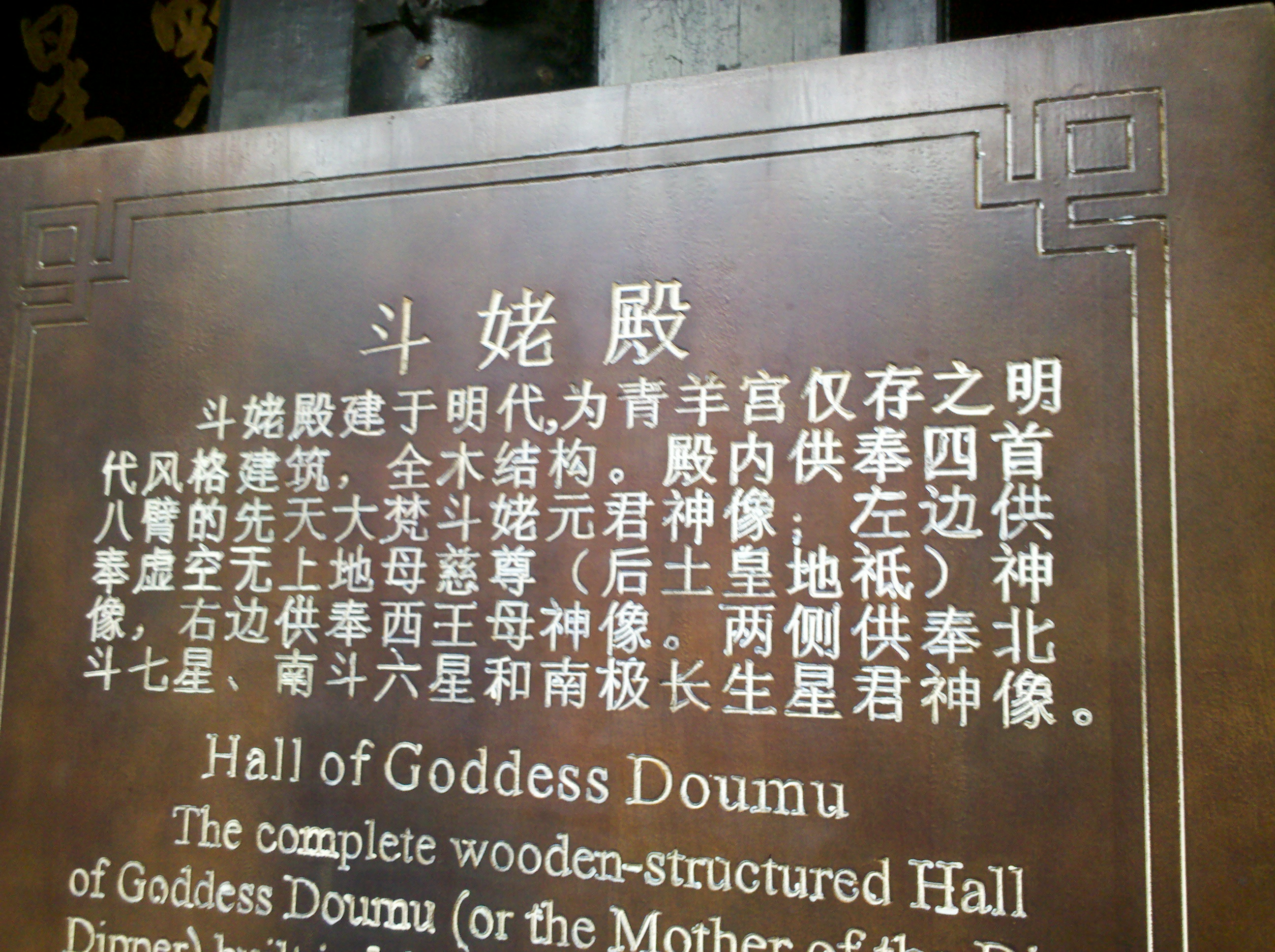
青羊宫斗姥殿的導遊詞
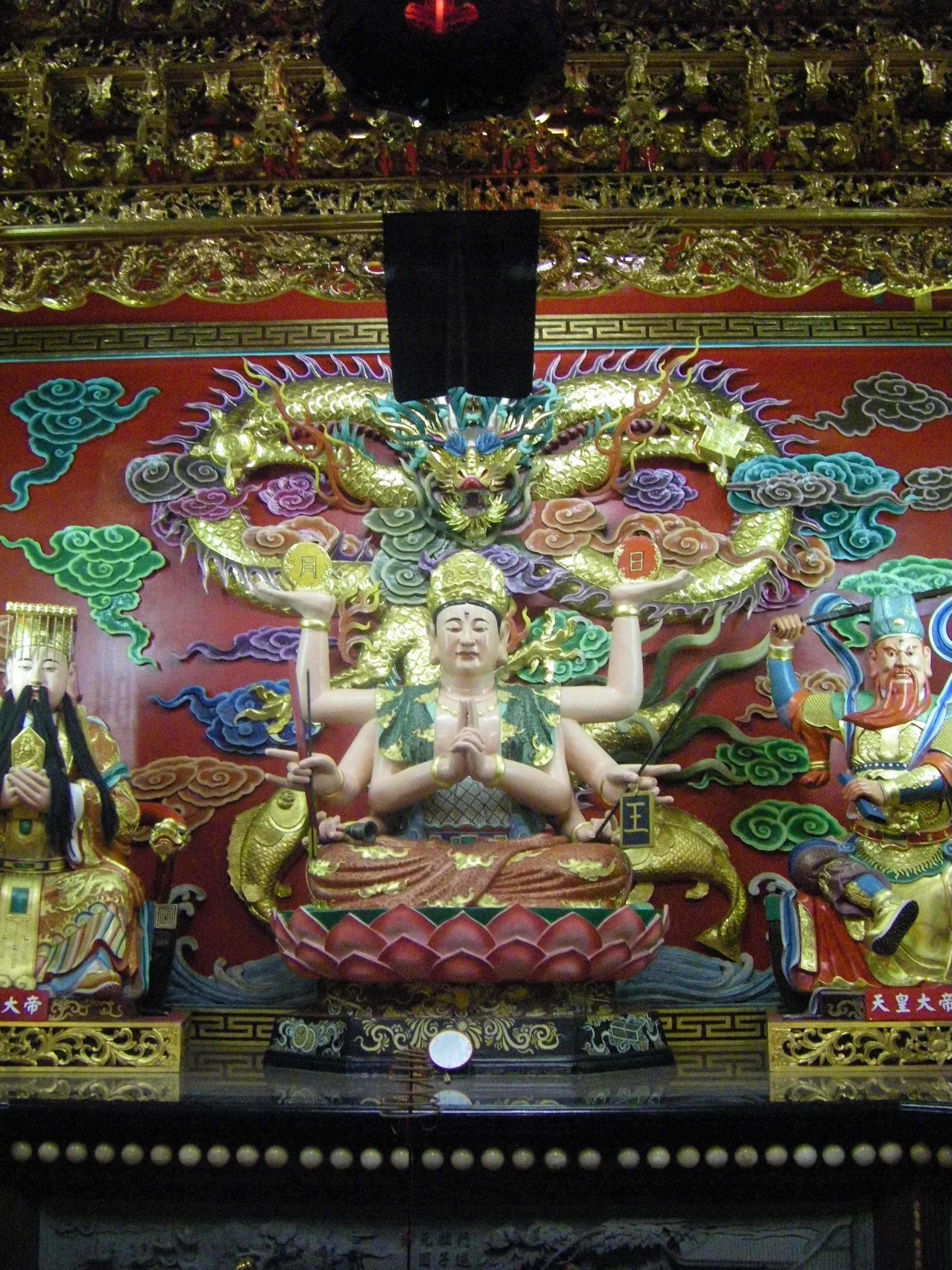
台湾高雄市岡山壽天宮供奉的斗姥元君神像
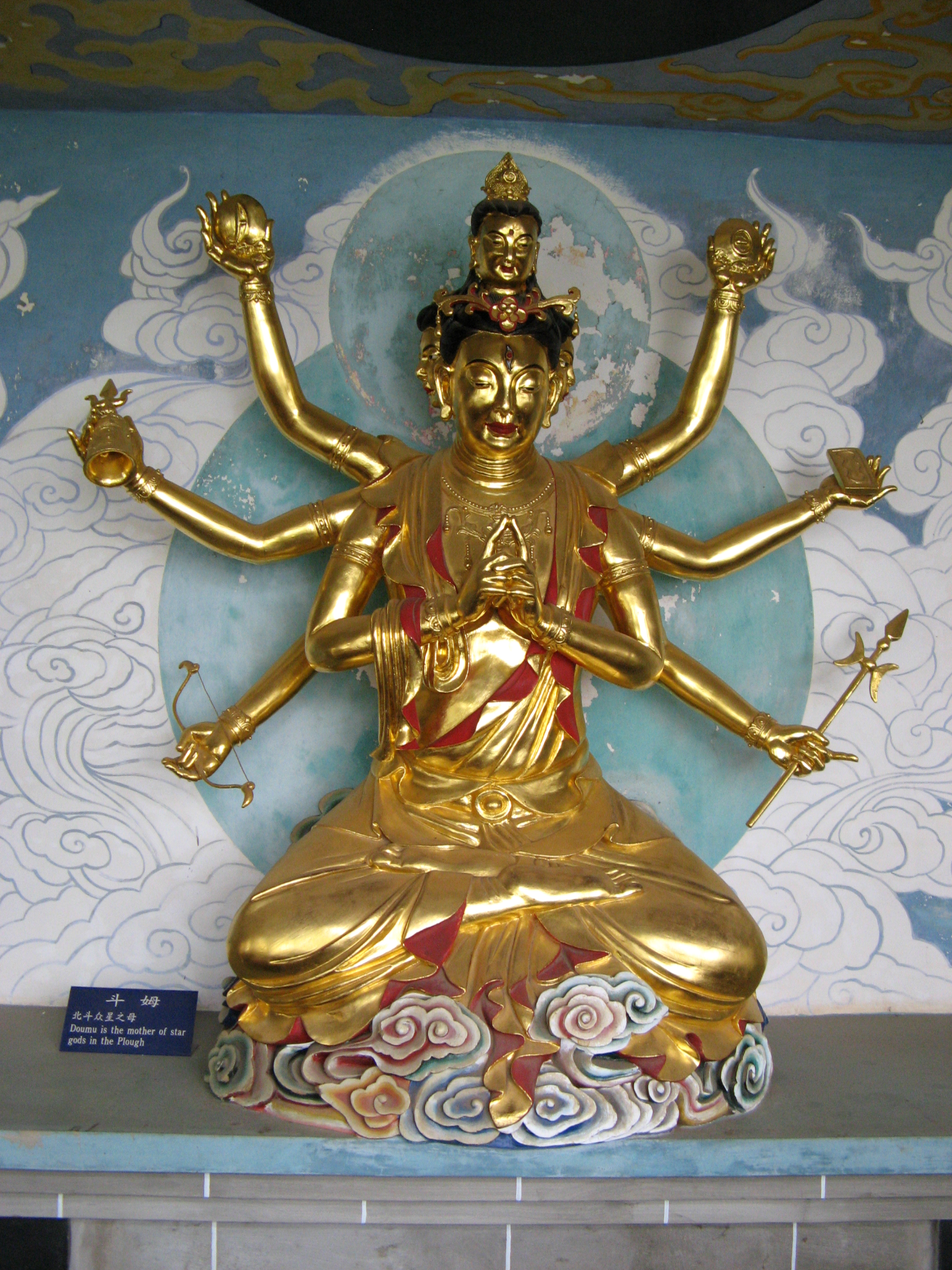
雲南省昆明市西山龙门石窟供奉的斗姆神像
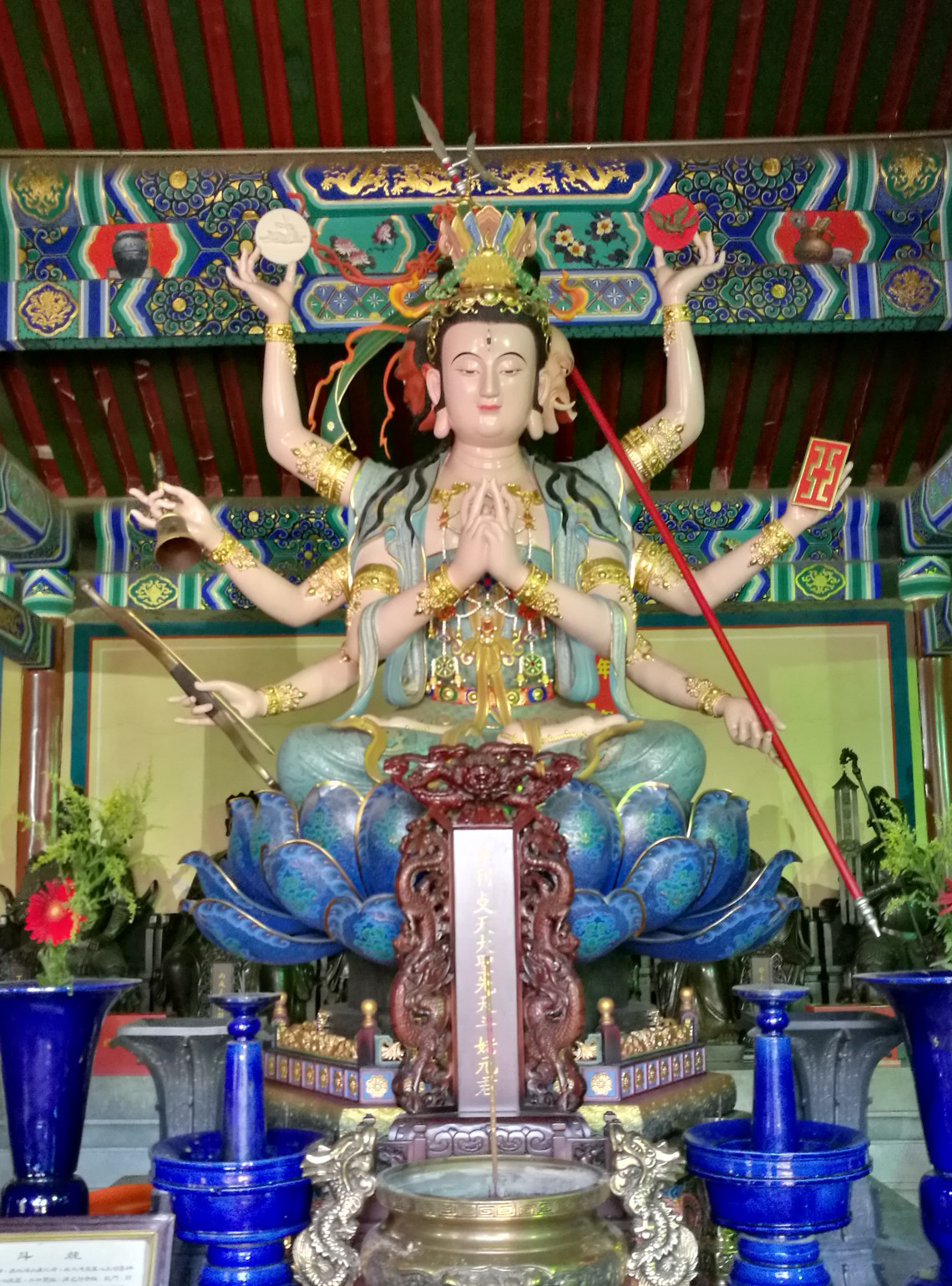
北京市白云观元辰殿供奉的摩利攴天大聖先天斗姥元君像
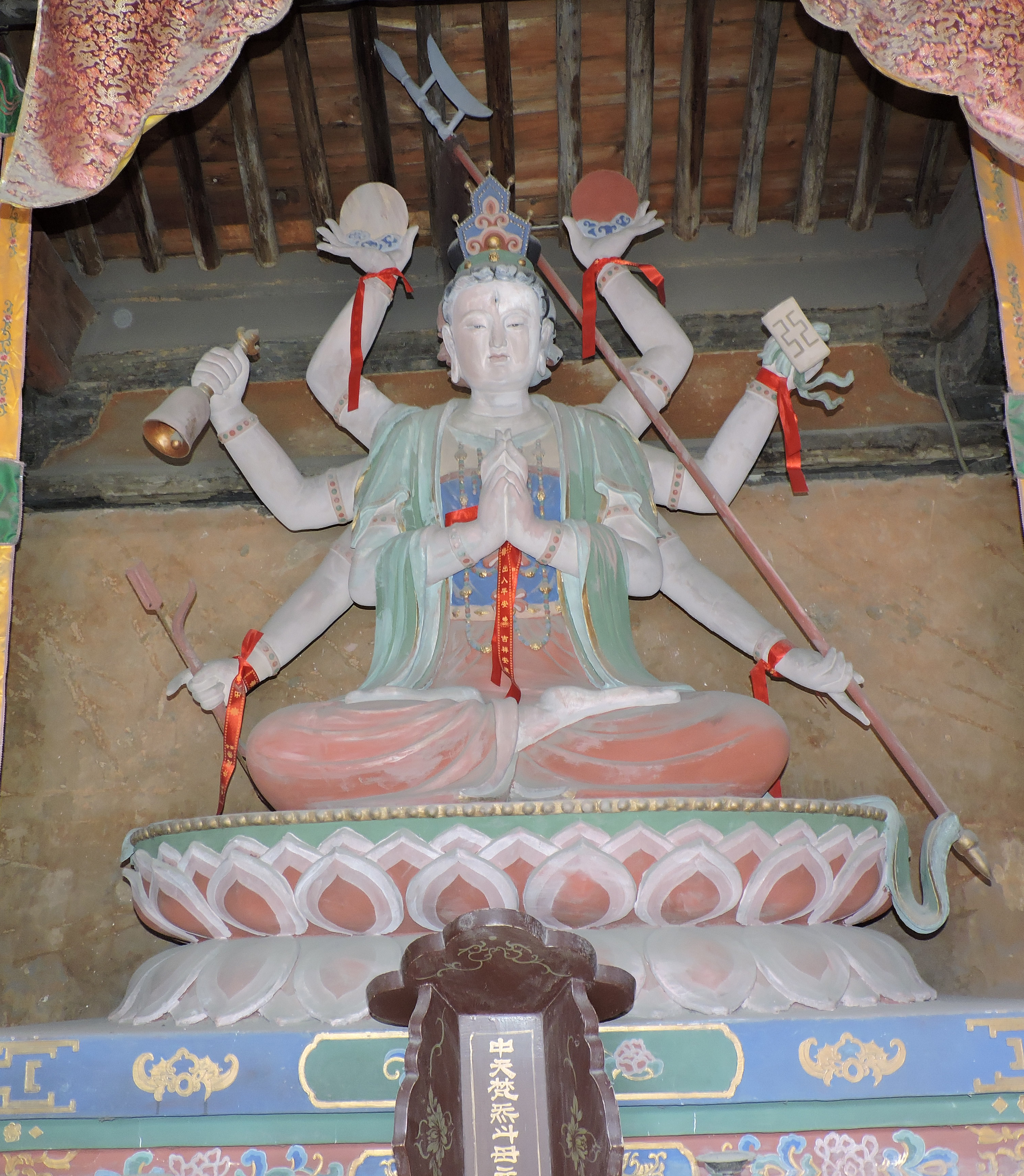
山西省晋中市榆次城隍庙供奉的中天梵炁斗母元君像
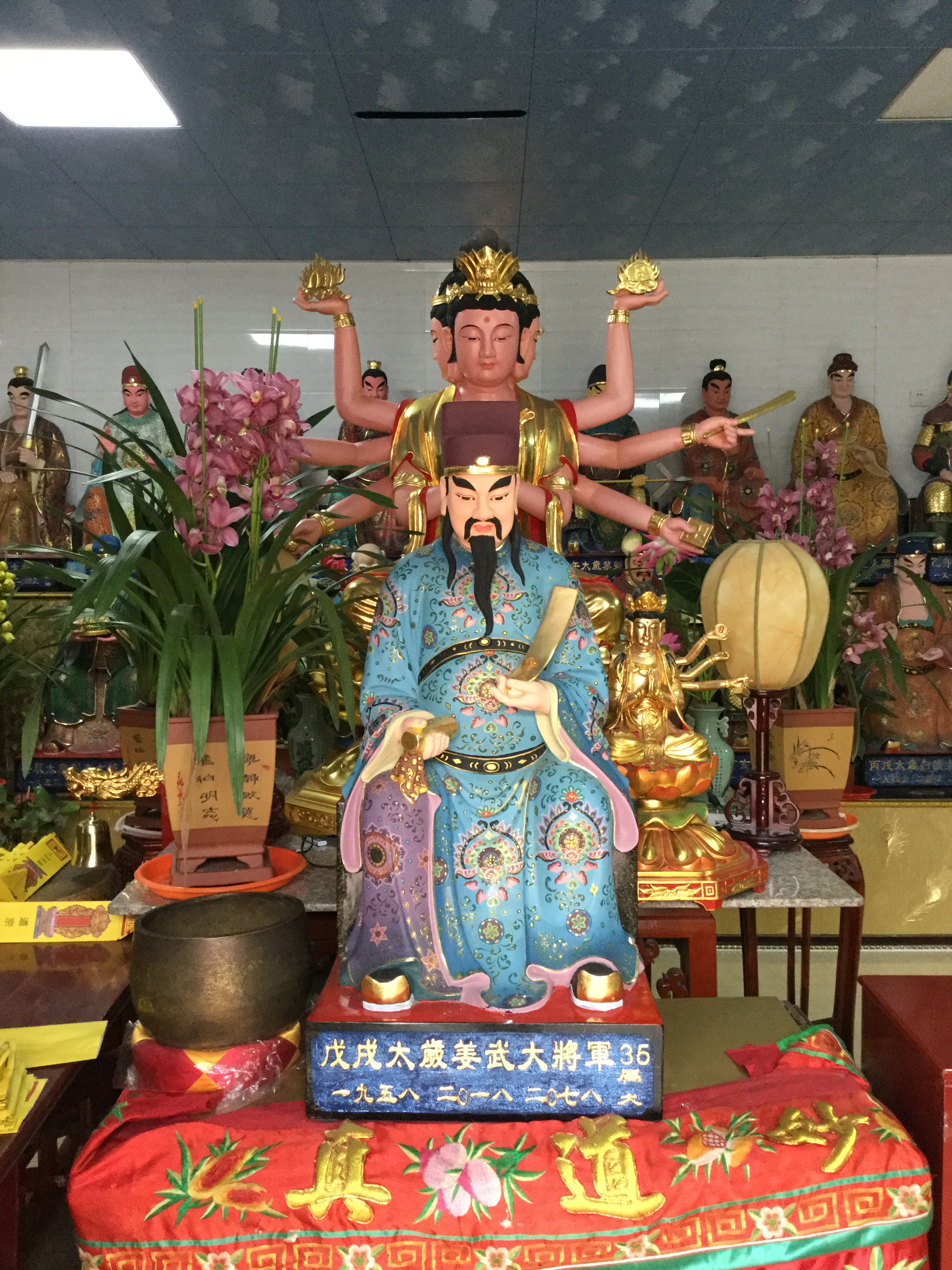
戊戌太岁姜武大将军身后的斗姆元君神像（广东省揭阳市华阳观）
台湾宜兰县苏澳镇招寶宮供奉的斗姆天尊神像
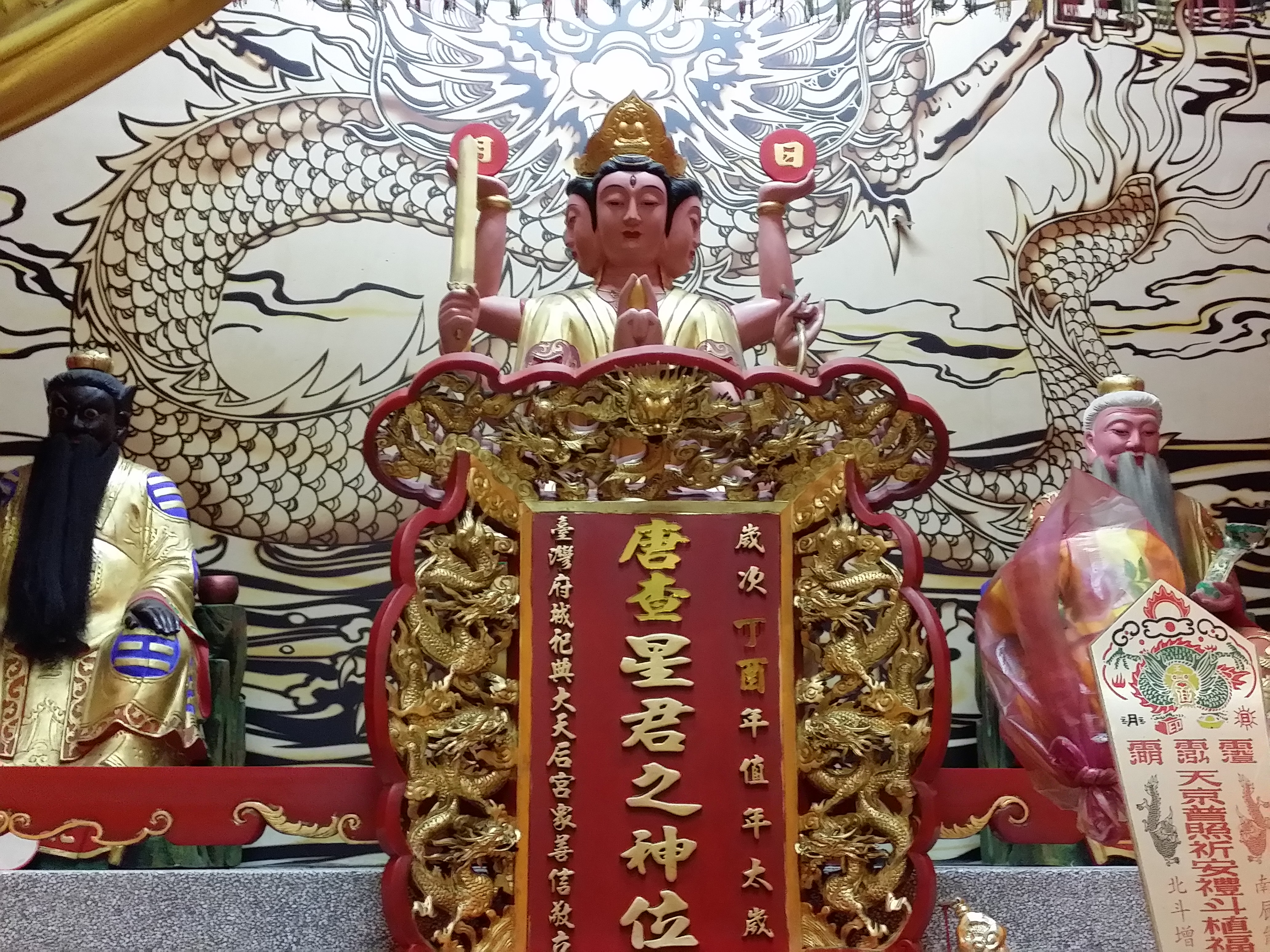
台湾台南市中西区大天后宮供奉的斗母元君與太歲星君神像
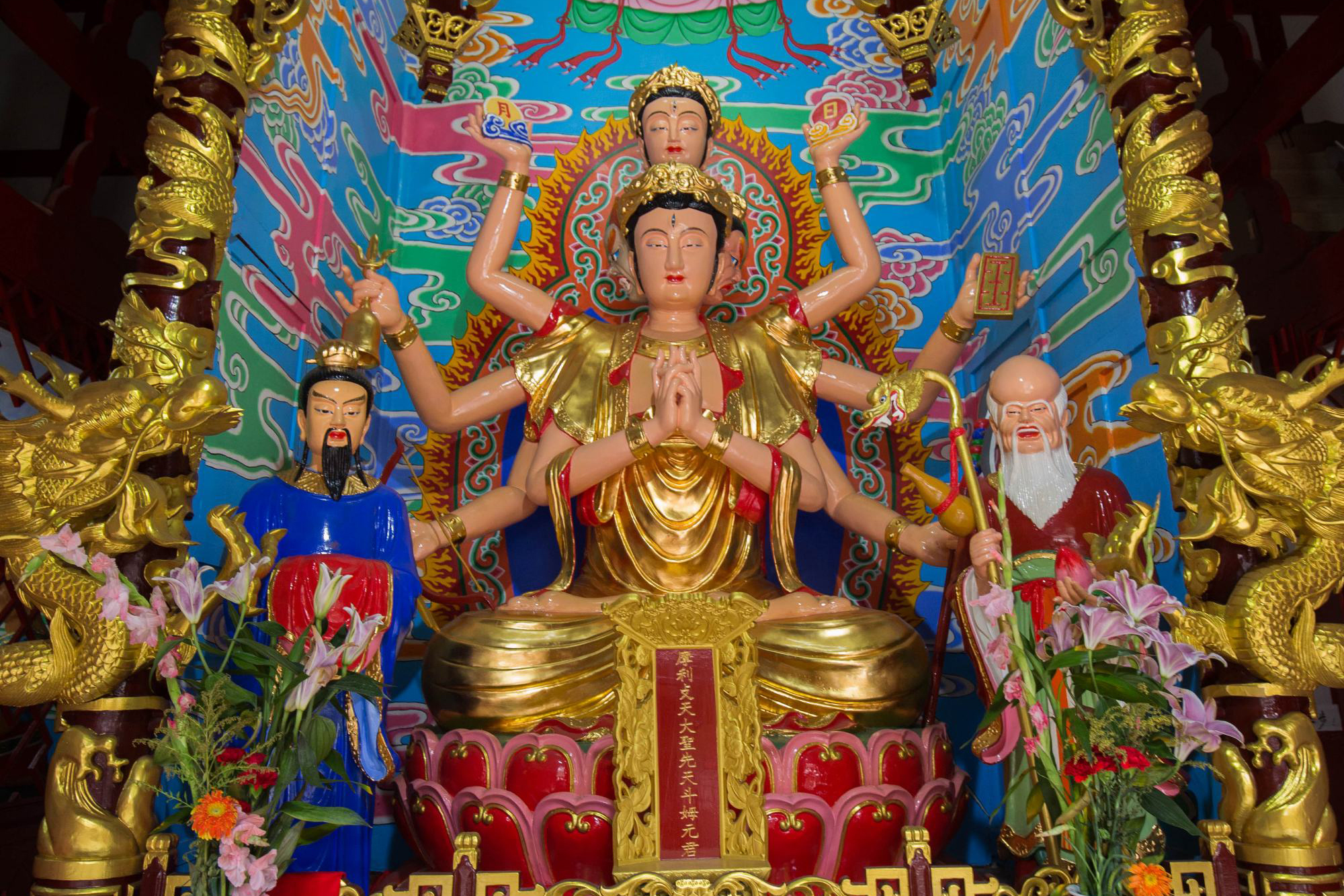
四川省成都市都江堰市青城山供奉的摩利攴天大聖先天斗姆元君像（左為長子玉清元始天尊，右為第九子南極長生大帝，參見玉清神母元君）
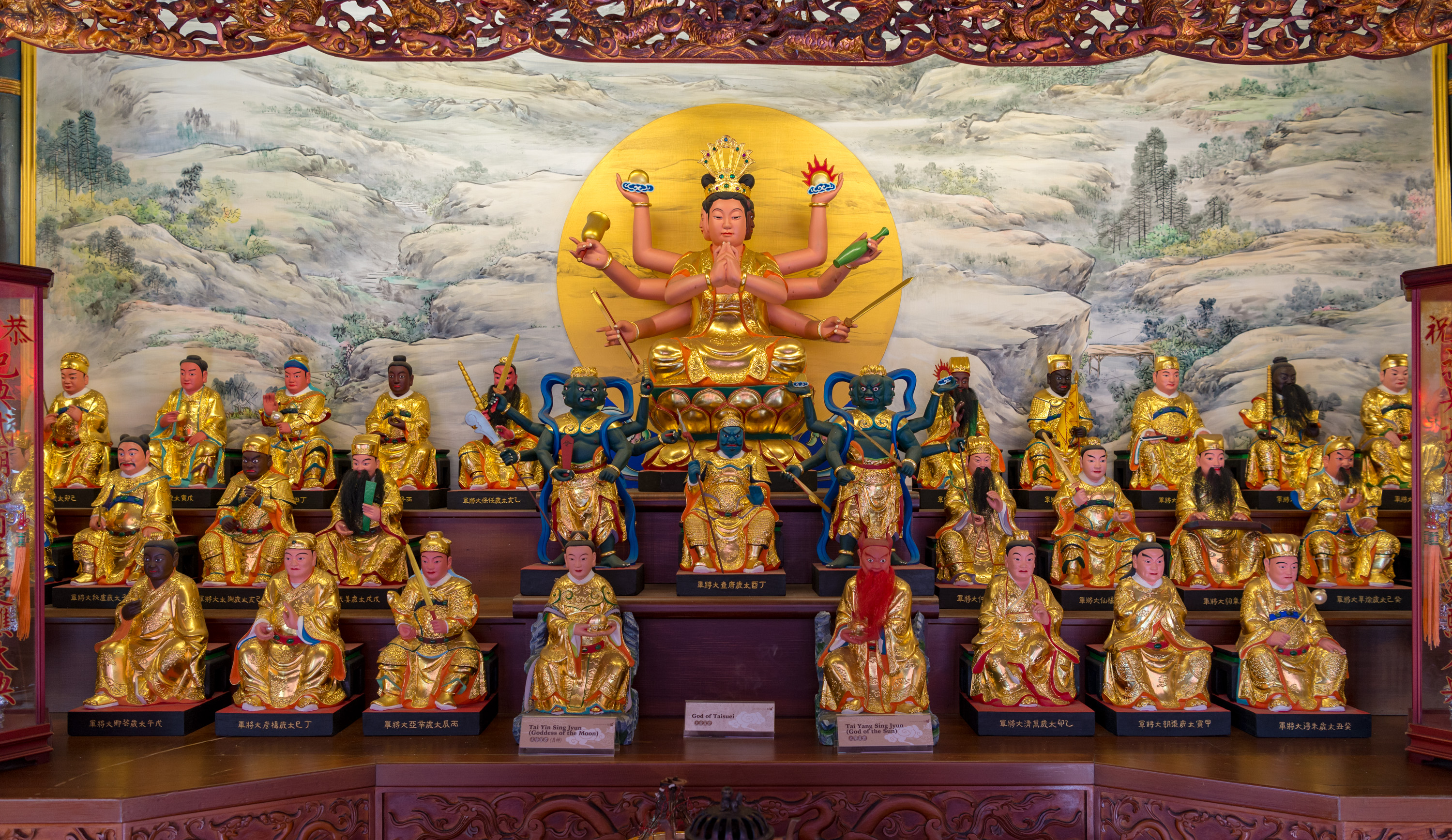
台湾台南市祀典武廟太歲殿供奉的斗姥元君、六十位太歲星君，及太陽與太陰星君神像
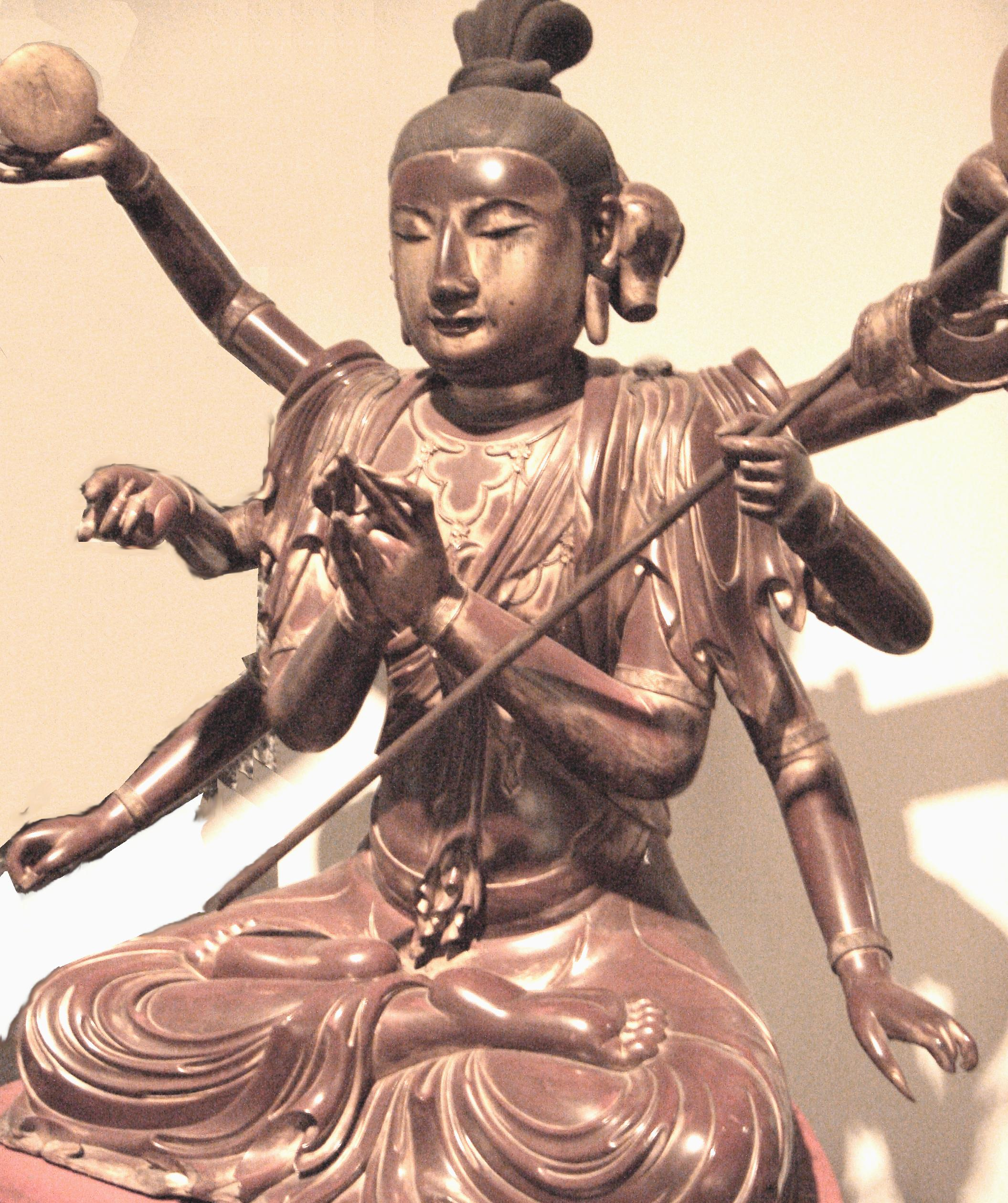
宋代的天后斗姆铜像（柏林东亚艺术博物馆藏）
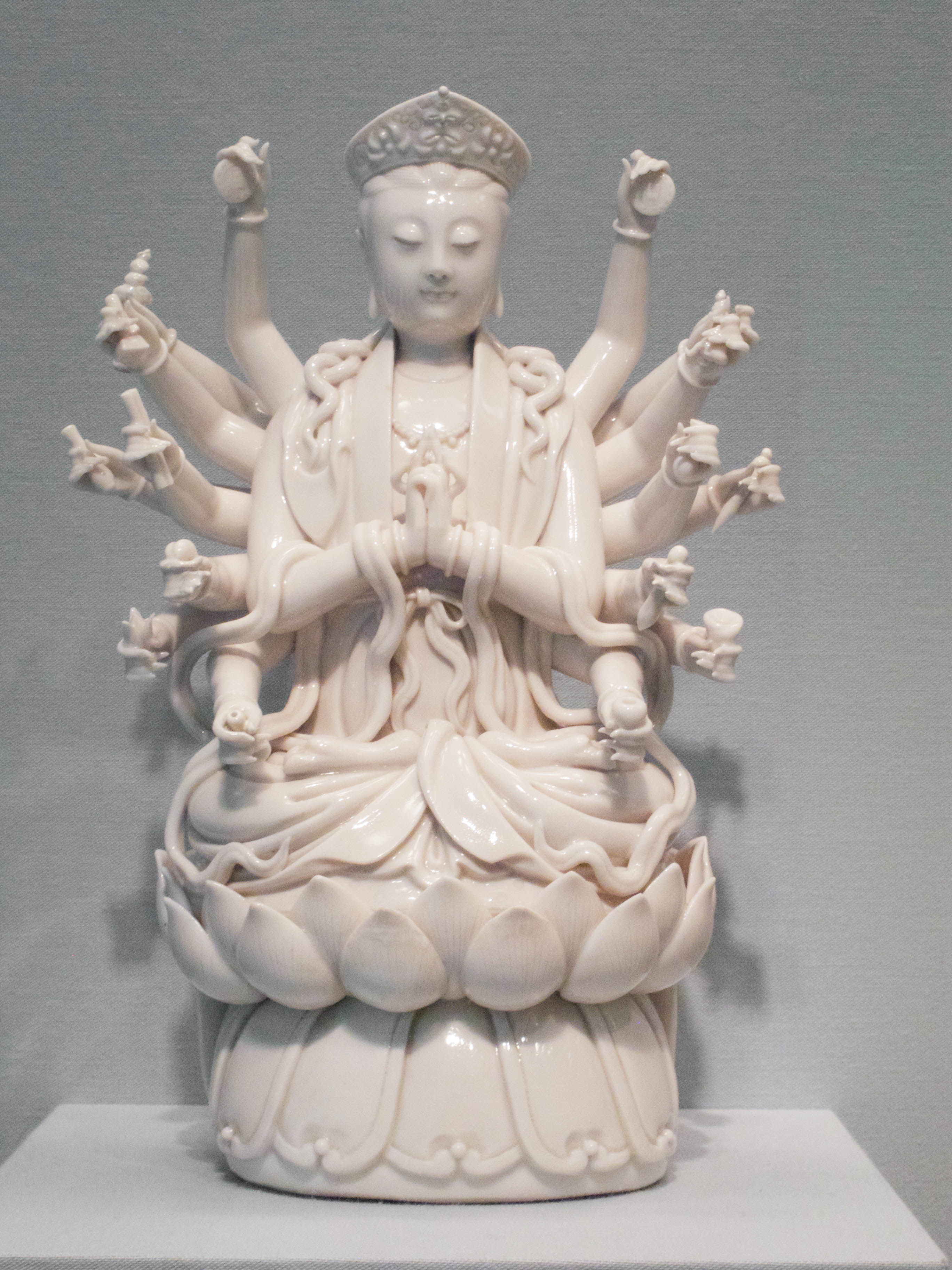
清代的斗姆白瓷雕像（旧金山亚洲艺术博物馆藏）
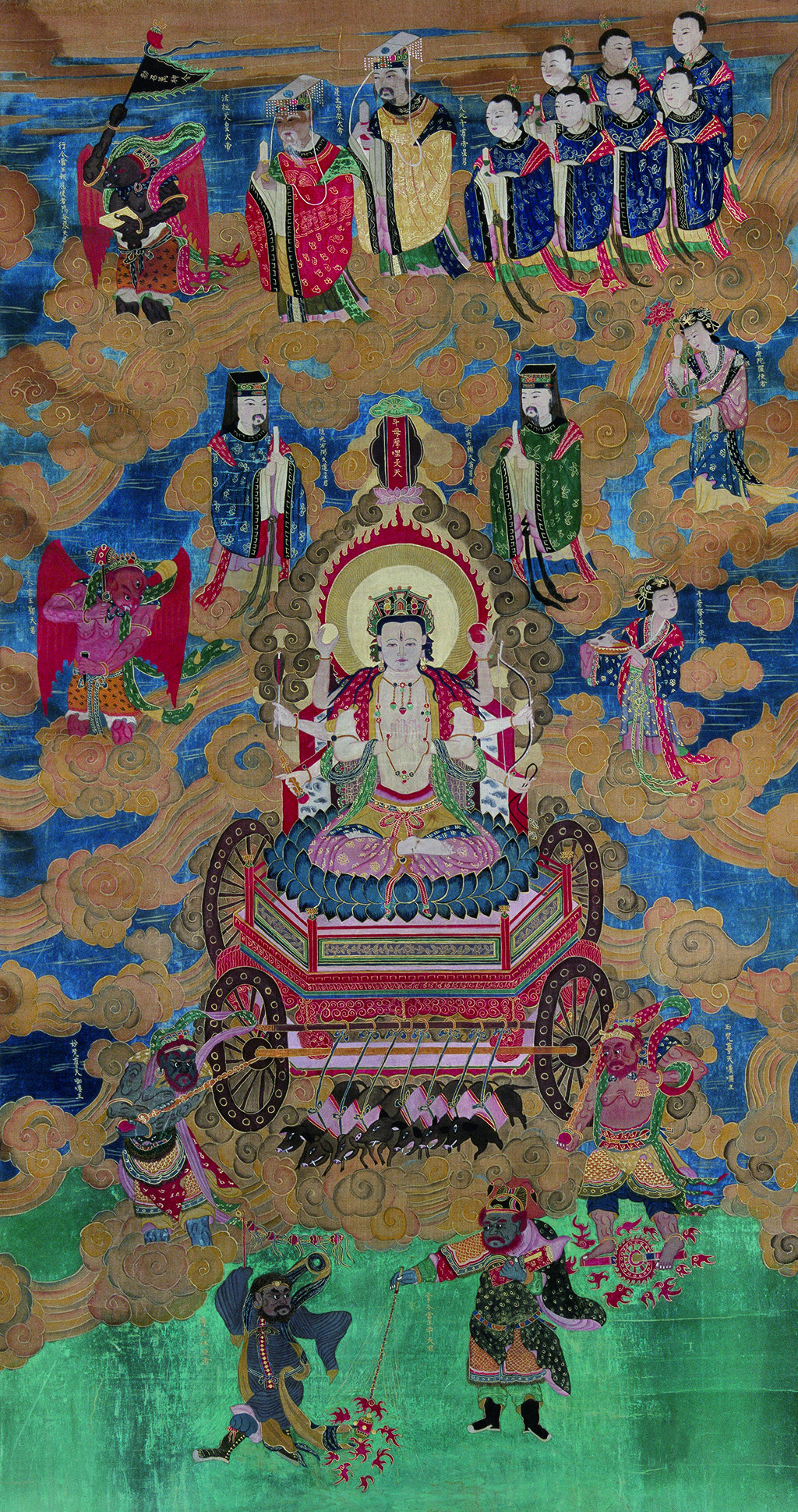
北京市白云观所藏的斗母出巡圖（清代）
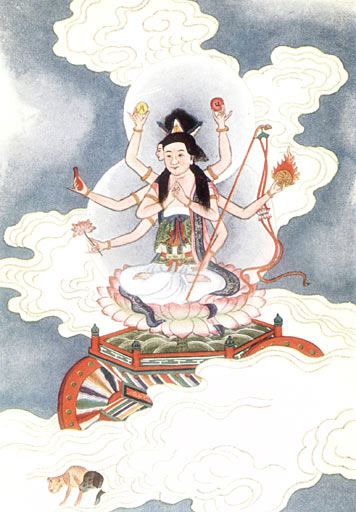
斗母元君的圖書插畫（1922年）

## 文字註釋
1. ↑  其他尊號有“斗父盤古周御國王天尊”[1]、“斗父龍漢盤古祖劫周御國王天尊”[2]、“大悲先天盤古周御國王天尊”[3]、“虛無妙道十極高真梵炁〈斗父〉龍漢天君”[4][5]、“虛無自然至尊三寶周御國王天尊”[6]、“斗父龍漢祖劫周御國王天尊”、“北斗聖父龍漢祖劫周御國王天尊”、“斗府斗聖周御國王天尊”[7]、“斗父北極龍漢天君”。
2. ↑  在古印度神话中和修罗战斗的是帝釋天，即因陀羅。
3. ↑  “天后”是十二天將之一，象征亥，位於北西，主管後宮婦女，主司航海安全。同時也是身份最為尊貴的女神所用的稱號，清朝時皇帝敕封，又讓主司航海安全的海神媽祖也獲得此一尊號。這也是斗姥和媽祖相互混同的原因之一。
4. ↑  “獨”的通假字。
5. ↑  二王是指玉梵妙梵二大天皇；三帥是指鄧辛張三大雷部元帥。
6. ↑  指《易经》中的太阳、少阳、少阴、太阴。